# Geschiedenis van Brugge
De geschiedenis van Brugge strekt zich uit over tweeduizend jaar. Brugge, vandaag de hoofdplaats van de Belgische provincie West-Vlaanderen, een havenstad en een toeristische trekpleister, kent een lang en bewogen verleden. In de middeleeuwen groeide Brugge uit tot een van de handelsmetropolen van West-Europa.

## Etymologie

### Oudere etymologie
De naam Brugge wordt het eerst gebruikt op enkele munten van voor 875. Ze vermelden Bruggia en Bruccia. Destijds was het vrij gebruikelijk om 'G' en 'C' door elkaar te gebruiken. Zo was Caesar's voornaam afwisselend Gaius en Caius.
Aanvankelijk dacht men dat de naam Brugge een verbastering was van de Keltische naam voor de ondertussen gekanaliseerde rivier de Reie, die door Brugge stroomde en in de Noordzee uitmondde. Reie zelf zou dan komen van het Keltische woord Rogia, dat Heilig Water betekent. De Kelten beschouwden rivieren en bronnen als goddelijke wezens en het is waarschijnlijk dat de Keltische naam aan de Brugse waterloop is blijven kleven. Door evolutie zou de naam van het water, Rogia of Ryggia, ook de naam van de stad geworden zijn, Bryggia.
Het werd ook mogelijk geacht dat er in latere eeuwen ook een contaminatie heeft plaatsgevonden met het Oudnoordse woord bryggja, wat landingsbrug of aanlegkaai betekent. Zo waren er vanaf 800 veel contacten met Scandinavië via handel over de Noordzee en door de invallen van de Noormannen. De naam Brugge vertoont dan ook gelijkenissen met Bryggen, de historische haven van Bergen, dat net als Brugge vanaf de 14e eeuw een belangrijke stad was van de Hanze.

### Nieuwste inzichten
Echter, de idee dat in deze streek Keltisch werd gesproken is grotendeels achterhaald. Zo weet men ondertussen dat de taalgrens langs de kust ten zuiden van Normandië lag. Dat betekent dat de toenmalige taalgrens veel verder naar het zuiden lag dan tegenwoordig gemakkelijkheidshalve wordt aangenomen. Zeker in de streek rond Brugge is geen (bewezen) spoor te vinden van de Keltische taal. Het woord Reie is hetzelfde Indo-Europees woord als Rijn en Rhône en betekent stromend (water).  Zowat alle Europese wateren werden ooit 'heilig' verklaard door ijverige monniken.
De betekenis van 'Brugge' is eenvoudigweg 'brug'. Die eerste (houten) brug werd waarschijnlijk door het Romeinse leger gebouwd en lag ter hoogte van de moderne Molenbrug (die de Langestraat met de Hoogstraat verbindt). Daar moest immers de Reie (toen een beek die aan getijden onderhevig was) overgestoken worden. Om piraterij op de Noordzee tegen te gaan hadden de Romeinen een reeks kampen langs de kust gebouwd, de Litus Saxonicum. Zo denken de archeologen van de intergemeentelijke archeologische dienst Raakvlak erover. Die brug lag op de Romeinse militaire bevoorraaddingsweg die hun kamp in Oudenburg met hun kamp in Aardenburg verbond. Brugge was toen overduidelijk een getijdenhaven, verbonden met de zee, die alleen bij hoogtij kon worden bereikt. Een aanlegsteiger in een getijdenhaven was toen overbodig. Caesar beschrijft de schepen van de streek en maakt duidelijk dat ze gebouwd werden om gestrand te worden. Het woord 'Bryggia' betekent trouwens elke constructie over water. Schippers zeiden tegen elkaar: "Waar de brug is, daar is het dorp.".  Dat dorp heet nu Oude Burg (een straatnaam). Het was de laatste marktplaats voor de bocht rond het moderne Holland, toen een lange reeks eilanden waarop enkel arme vissersdorpjes te vinden waren. Die bocht stelde toch 10 à 14 dagen zeilen voor. "Aan de brug" of "Brugge" was de laatste plaats om te bunkeren als men vanuit het zuiden kwam, of de eerste vanuit het noorden, vandaar het ontstaan van een stad op die plaats.
Het woord burg komt van het Germaanse werkwoord borgen en verwees waarschijnlijk naar de houten palissade rond het dorp. De schepen vaarden bij hoogtij binnen en strandden zichzelf tijdens de Romeinse en laat-Romeinse tijd in het bekken dat Koetelwijk genaamd werd. Daar konden ze bij laagtij gelost en geladen worden. Het woord is waarschijnlijk Ketelwijk, tegenwoordig Spinolarei, een komvormige plas en 'wijk'. Een 'wijk' was destijds het Germaanse woord voor een afgelegen handelsplaats. De zeearm die Brugge toen met de zee verbond werd waarschijnlijk eerst *Duver of *Doever genoemd door zeelui, een samentrekking van 'dubbele oever', later werd dat Dijver. Hiermee werd naar de monding, het technisch woord is 'zwin' (of 'zwijn' zoals in Zwijndrecht), verwezen waar duidelijk twee zandige oevers tegenover elkaar aanwezig waren. Er is nu nog een straat 'Dijver' in Brugge, waarschijnlijk op de plaats waar de zeearm Duver (en het getij) ooit eindigde. De oorsprong van het woord 'Dijver' dateert van de IJzertijd. De meest noordelijke en belangrijkste zeearm werd Sincfal (gezonken vallei) genoemd. Brugge is lange tijd met twee zeearmen met de Noordzee verbonden geweest.
Brugge had dus een lastige getijdenhaven, dat bovendien regelmatig verzandde. Nochtans werd het dorp snel rijk tussen 800 en 1000 na Chr. Die periode valt samen met de hoogdagen van de Vikings, waarvan men weet dat ze de 'laatste haven' nooit geplunderd hebben. Zowat alle steden en dorpen in West-Europa hebben ze 'bezocht', maar aan Brugge werd niet geraakt. Raakvlak vermoedt dat ze Brugge, 'de laatste haven en markt', gebruikten als helershaven, waar geen vragen gesteld werden en waar ze met gestolen geld  luxeproducten konden kopen, zoals het Vlaamse Laken. Het is haast onmogelijk om op een andere manier de spectaculaire opkomst van de stad-met-moeilijke-haven te verklaren. Het verklaart ook waarom Brugge toen opeens een graaf kreeg (862, Boudewijn met de IJzeren Arm).

### Bijnamen
Regelmatig wordt naar Brugge verwezen als het "Venetië van het Noorden", refererend aan de vele kanaaltjes en bruggen. De meeste van deze kanaaltjes worden ook "reien" genoemd, in de volksmond "Reitjes", naar de rivier de Reie. Een andere theorie luidt dat de bijnaam te maken heeft met het feit dat de middeleeuwse handelssteden Brugge en Venetië een vergelijkbare functie hadden: distributie en handel.
Ook wordt Brugge vaak de "Breydelstad" genoemd, naar een volksheld uit de 14e eeuw, Jan Breydel.
De bijnaam van de Bruggelingen is "(Brugse) zotten". Deze bijnaam danken ze aan volgende legende: nadat ze Maximiliaan I van Oostenrijk, de latere keizer, in hun strijd om autonomie, voor een tijd gevangen hadden gehouden, verbood deze het houden van een jaarmarkt en andere festiviteiten. In een poging om hem te sussen, hield Brugge voor hem een groot feest en vroeg daarna de toelating opnieuw een jaarmarkt te mogen houden, belastingen te mogen innen én ... het bouwen van een nieuw zothuis. Hij antwoordde: "Sluit alle poorten van Brugge en je hebt een zothuis!".

## Oudste bewoning (1e - 8e eeuw)
De oudste sporen van bewoning kwamen aan het licht tijdens havenwerken in 1899. Nabij de Dampoort en Fort Lapin, ten noorden van de huidige binnenstad, werden keramiek, resten van bouwmaterialen en een scheepswrak van Romeinse origine teruggevonden. Deze vondsten wijzen op een bescheiden Gallo-Romeinse nederzetting uit de 2e eeuw. Deze locatie houdt verband met de Duinkerke I-transgressie die een geul vormde waardoor het zeewater stuwde tot in de buurt van het huidige Brugge. Hierdoor werd het mogelijk om handel te drijven met Engeland en verschillende plaatsen in Gallië. Andere Gallo-Romeinse overblijfselen zijn aangetroffen in de omgeving van de Burg (1965) en aan de Zilver- en Wulpenstraat, respectievelijk in 1982 en 1987. Het ging om aardewerk, enkele fragmenten van bouwmaterialen, waaronder delen van dakpannen en een stuk van een verwarmingsbuis. De site aan de Wulpenstraat stond vermoedelijk in verbinding met het geulensysteem in de kustvlakte. De vondsten zijn echter te fragmentarisch om er conclusies uit te trekken. Het bestaan van verschillende gelijktijdige of opeenvolgende bewoningskernen in de loop van de 1e, de 2e en de 3e eeuw is mogelijk. Naarmate de getijdengeul verzandde, verschoven deze bewoningskernen naar het noorden ter hoogte van Fort Lapin.
Het is niet zo verwonderlijk dat er sporen van Gallo-Romeinse bewoning in het latere Brugge aanwezig zijn; het gebied was een gunstige vestigingsplaats.
Circa 270 drongen de Germanen van over zee het kustgebied binnen. Dit, en het opnieuw overspoelen van de kustvlakte, leidde vermoedelijk tot het verdwijnen van de nederzetting aan Fort Lapin. De Duinkerke II-transgressie spaarde de zandruggen die in de huidige binnenstad grosso modo samenvallen met de as Zandstraat (Sint-Andries) - Zuidzandstraat - Steenstraat - Grote Markt - Burg - Hoogstraat - Langestraat - Moerkerkse Steenweg (Sint-Kruis). Deze as maakte vermoedelijk deel uit van de Romeinse verdedigingslinie Oudenburg-Aardenburg.
Onder de Franken behoorde het latere Brugge tot ten minste twee verschillende pagi. Deze tweeledigheid blijkt ook uit de ontstaansgeschiedenis van de oudste stadskerken Sint-Salvator en Onze-Lieve-Vrouw, respectievelijk gesticht circa 850 en 875 vanuit de rurale moederparochies Snellegem en Sijsele. Brugge, gelegen op of bij het punt waar de pagus Flandrensis (Vlaanderengouw), de pagus Rodanensis (Rodenburg- of Aardenburggouw) en de pagus Mempiscus (Mepsegouw) elkaar raakten, stond rechtstreeks in verbinding met de open zee en oefende de functie uit van handelsnederzetting.
De aanlegplaats of -steiger waaraan de stad zijn naam wellicht ontleend heeft, lag waarschijnlijk nabij het latere marktplein en de Burg. Omdat de zee zich terugtrok, zou deze aanlegplaats zich in de loop van de 9e eeuw naar het noorden verplaatsen, in de omgeving van de huidige parochie Sint-Gillis, gelegen buiten de eerste omwalling. Hier, op de linkeroever van de Reie, ten noorden van de Gouden-Handrei, ontwikkelde zich een nederzetting ("het Wijk") waar tot en met de 11e eeuw de belangrijkste havenactiviteiten zouden plaatsvinden. Vanaf 1134 verschoven deze geleidelijk naar de Spiegel- en de Kraanrei.

## De pre-stedelijke kern (8e - 11e eeuw)
Onder Karel de Grote (768-814) werd een kustverdediging tegen de Noormannen uitgebouwd. Zijn opvolger, Lodewijk de Vrome (814-840), zette deze politiek verder. Brugge was een uitgelezen doelwit voor de Noormannen omwille van de strategische ligging en zijn functie als gouwhoofdplaats, waar de vertegenwoordiger van het centrale gezag zetelde. Daarom werd in de loop van de eerste helft van de 9e eeuw, dus nog vóór het aantreden van de eerste met name bekende graaf van Vlaanderen, Boudewijn I (862-879), ter hoogte van het huidige Burgplein een versterkte burcht met aarden wallen en paalwerk gebouwd. De versterkte burcht was gelegen op het knooppunt van de mogelijk Romeinse weg Oudenburg-Aardenburg en de Reie. De burcht had een oppervlakte van circa 1 ha. Althans, dat was de officiële uitleg. Tegenwoordig vermoedt men dat Brugge een helershaven was waaraan officieel een einde diende gesteld te worden. De Bruggelingen slaagden er echter in om de graven systematisch om te kopen.

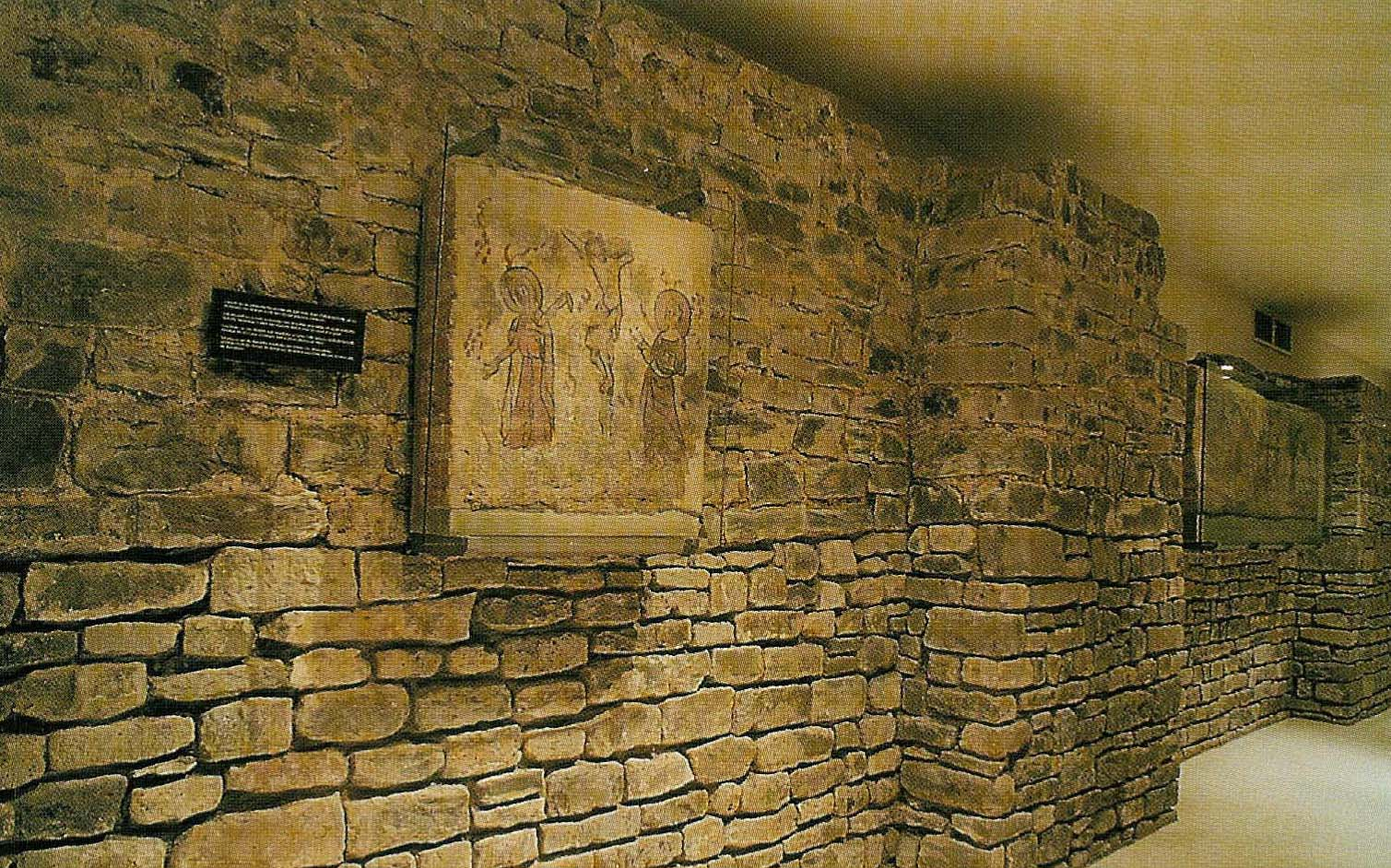
De zogenaamde 'funderingen' van de verdwenen Sint-Donaaskerk.

Arnulf I (918-965) bouwde de Brugse burcht uit tot een machtscentrum met keizerlijke allures. Een gebied van 1,5 ha werd omsloten met een stenen muur, doorbroken door vier poorten: de Westpoort bij de Hofbrug over de Reie in de huidige Breidelstraat, de Oostpoort bij de Hoogstraat, de Zuidpoort bij de huidige Blinde-Ezelstraat en de Noordpoort, waarschijnlijk te situeren bij de Philipstockstraat. Binnen deze versterking werd in het noorden de burchtkerk opgetrokken, toegewijd aan Onze-Lieve-Vrouw en Sint-Donaas. Later werd het bijhorend kapittel van kanunniken gesticht. Hieraan ontleende de burcht haar tweeledige functie: de zuidelijke helft had een burgerlijke en de noordelijke helft een kerkelijke functie.
Ten noorden van de burcht ontwikkelde zich het stadsdeel dat omwille van zijn vorm soms met de naam "grote vierkant" wordt aangeduid. Vanaf een ongekend tijdstip was dit gebied omringd door al dan niet natuurlijke waterlopen: de huidige Spiegel-, Sint-Anna-, Groene- en de thans overwelfde Kraanrei. Aan weerszijden van de as gevormd door de heirbaan Oudenburg-Aardenburg was bewoning te lokaliseren. Hier stonden omvangrijke huizen van kapitaalkrachtige ambtenaren. Sommige bronnen situeren een handelsnederzetting in de omgeving van de Riddersstraat en de Boomgaardstraat. Het Encomium Emmae reginae, een lofdicht op de in 1037 naar Brugge gevluchte koningin Emma (1040-1042), geschreven door een monnik van de Sint-Bertinusabdij in Sint-Omaars, vermeldt dat de stad beroemd was door het bezoek van talrijke kooplieden en omdat men er in overvloed de waren aantrof waar de mensen het meeste prijs op stellen.
Het eigenlijke zwaartepunt van de bewoning en de locatie van handelaars was te situeren ten westen van de Burg, aan de andere kant van de Reie tussen de Dijver en de Steenstraat, gelegen op de belangrijkste zandrug. Het huidige stratenpatroon van dit stadsdeel met smalle straatjes en percelen weerspiegelt nog de vroegere situatie. Ook de huidige straatnaam Oude Burg verwijst naar een oude bewoningskern, wellicht de oudste van de middeleeuwse stad.
De verdere ontwikkeling van de stad gebeurde in functie van de landhandel en verliep langs de as Steenstraat-Zuidzandstraat, die op een zandrug ligt aan het begin van de weg Brugge-Torhout-Ieper-Mesen-Rijsel. In de loop van de 11e eeuw werd dit de ruggengraat van het noord-zuid handelsverkeer in het graafschap. De landweg Brugge-Gent beïnvloedde de ontwikkeling van de stad in zuidelijke richting en kwam uit op het huidige Simon Stevinplein, waar hoofdzakelijk levensmiddelen werden verkocht. Volgens sommige historici zou daar het oorspronkelijke marktplein hebben gelegen. Rond 1100 was in dit kwartier het grootste deel van de bevolking gevestigd. Het deel tussen 't Zand of de vroegere Vrijdagmarkt, een imposant plein, en de Grote Markt heeft zich verder vanuit de Oude Burg in concentrische kringen ontwikkeld.
In 1089 benoemde graaf Robrecht II de proost van het Brugse Sint-Donaaskapittel tot erfelijk kanselier van Vlaanderen en hoofd van de administratie van de grafelijke domeinen. Toch was het toen nog niet helemaal juist in verband met Brugge de term 'hoofdstad' te gebruiken. Hoogstens kon men spreken van een aanzet tot hoofdstedelijke functie.

## Ontwikkeling tot handelsmetropool (12e - 13e eeuw)

### Brugge wordt stad

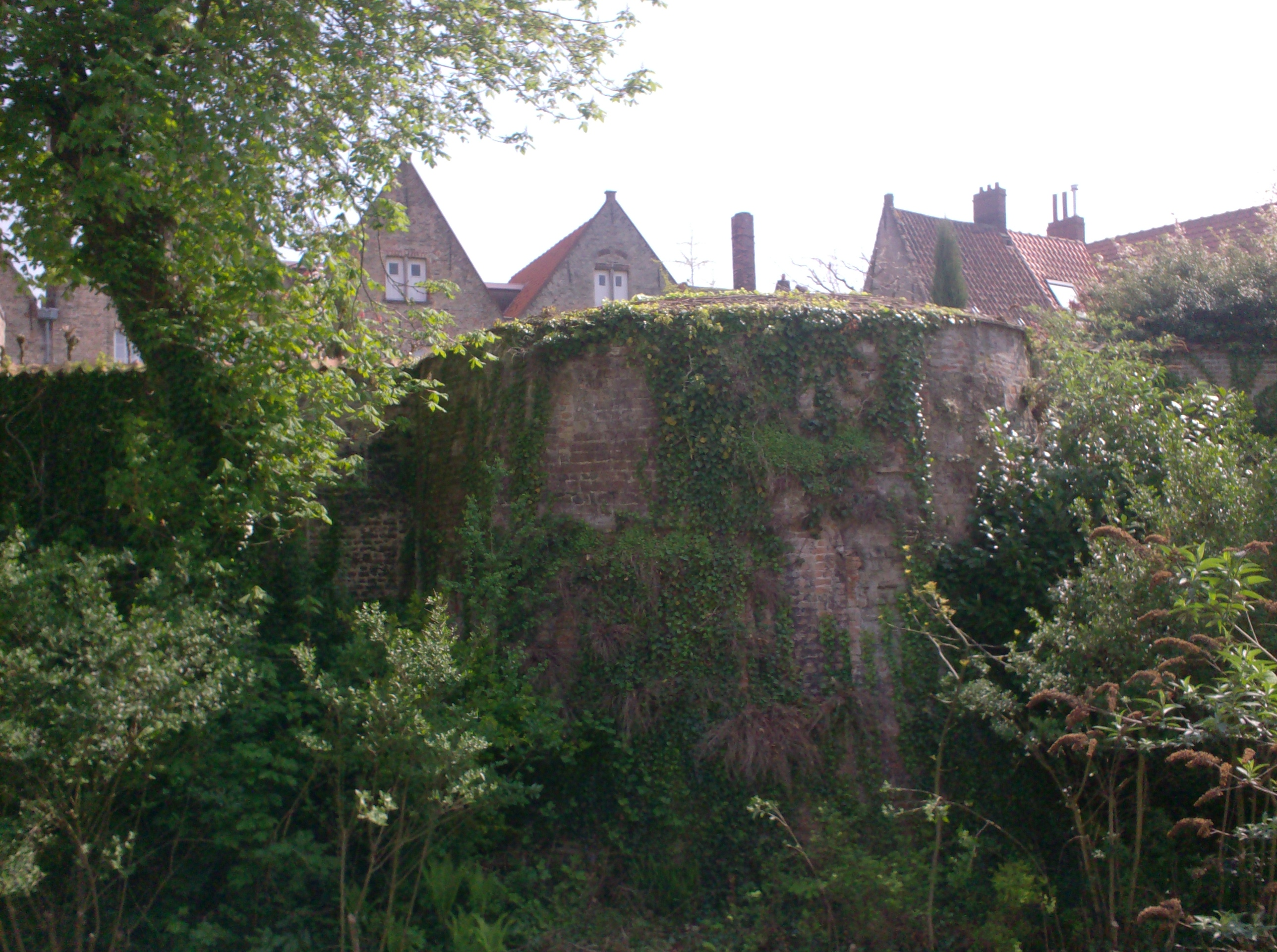
De enige overgebleven halfronde toren van de eerste stadsomwalling van Brugge, aan de huidige Augustijnenrei, in een tuinmuur van het huis nr. 3 in de Pieter Pourbusstraat, duidelijk zichtbaar vanuit de Pottenmakersstraat.

De moord op Karel de Goede op 2 maart 1127 in de Sint-Donaaskerk was het gevolg van een conflict met de clan der Erembalden, meer bepaald Bertulf, de proost van Sint-Donaas. Dit illustreerde een confrontatie tussen de oude en de nieuwe elite, tussen de grafelijke macht en het opkomende patriciaat. Onder Willem Clito, de nieuwe graaf, werden de wolaanvoer en de handel met Engeland ernstig belemmerd. Dit leidde tot een opstand die escaleerde tot een burgeroorlog. Willem Clito werd in 1128 opgevolgd door Diederik van de Elzas, een kandidaat van de tegenpartij, Engeland.
Naar aanleiding van de politieke gebeurtenissen van 1127 begon Brugge zich te onderscheiden van het omliggende land. De stad beschikte voor het eerst over een eigen stadskeure en een college van schepenen dat het gewoonterecht in handen had.
Door de aanleg van de eerste omwalling tekende Brugge zich af in het omliggende platteland. Deze omwalling volgde grotendeels het tracé van de huidige binnenreien: Speelmansrei, Augustijnenrei, Gouden-Handrei, Sint-Annarei, Groenerei en Dijver. Over het verder verloop van de Reie in de buurt van de Onze-Lieve-Vrouwekerk en het Sint-Janshospitaal bestaat nog onzekerheid.

Het geheel vormde een omwald, haast eivormig gebied met palissades, houten verdedigingstorens en poorten. Vermoedelijk werd in de loop van de 12e eeuw of in het begin van de 13e eeuw de houtbouw vervangen door steenbouw. Het Brugse schependom, een aanzienlijk groot gebied voor een vroeg-12e-eeuwse stad, was toegankelijk via zes stadspoorten. De poortstraten vormden belangrijke in- en uitvalswegen en groeiden later uit tot belangrijke commerciële assen. De wegen aan de Vlaming- en de Ezelpoort stonden in verbinding met de Kust en de Polderstreek. De Oude Molenpoort sloot aan bij de weg naar Aardenburg en vermoedelijk ook Antwerpen. De Noordzand- en de Zuidzandpoort gaven toegang tot de weg naar Gistel, Oudenburg, Ieper en Rijsel.
Aan de Mariapoort begonnen de wegen naar Gent en Kortrijk. Over de reien werden houten bruggen gebouwd die toegang verschaften tot de buitenwijken. Later werden die door stenen constructies vervangen.

### Economische bloei
De tweede helft van de 12e en de 13e eeuw werden door economische welvaart gekenmerkt. Door de stormvloed van oktober 1134 ontstonden er enkele geulen, waarvan de belangrijkste in zuidwestelijke richting liep tot voorbij het latere Damme. De vorming van het Zwin zorgde voor een betere toegankelijkheid via de zee. In plaats van getijdenvaart konden de grotere schepen, vooral de kogge, nu tot dicht bij Brugge varen. Op het einde van de vaargeul werd later ter beveiliging van het hinterland in opdracht van Filips van de Elzas een dwarsdam gebouwd. Achter de dam ontstond een nieuwe haven, Damme. Mits overlading in Damme op binnenschepen was Brugge dan nog steeds vlot bereikbaar. Brugge groeide hierdoor uit tot een belangrijke West-Europese handelsmetropool en oefende een grote aantrekkingskracht uit dankzij haar gevestigde faam als exportcentrum van het Vlaamse laken. Reeds vóór de vorming van het Zwin was er een aanzienlijke import van Engelse wol. Brugge was een verdeelcentrum van grondstoffen naar Gent, Ieper en andere textielcentra in het graafschap. Dit gaf aanleiding tot de vorming van een eigen "Londense Hanze".
Na het Engels-Vlaams handelsconflict in 1270-1274 werd de Londense Hanze uitgebreid met verschillende steden tot de "Vlaamse Hanze van Londen". De Franse bezetting in 1297-1302 maakte een einde aan deze Hanze en vanaf dat moment was de handel in handen van de Engelsen.
Het Zwin verzandde echter geleidelijk en rond de vaargeul werden verschillende havens gesticht, zoals Muide (bij de monding van het Zwin, cf. Sint Anna ter Muiden), Hoeke (dichter bij Damme), Monikerede en Lamminsvliet (vanaf 1303 bekend onder de naam Sluis), om mogelijk te maken dat Brugge nog steeds handel kon drijven.

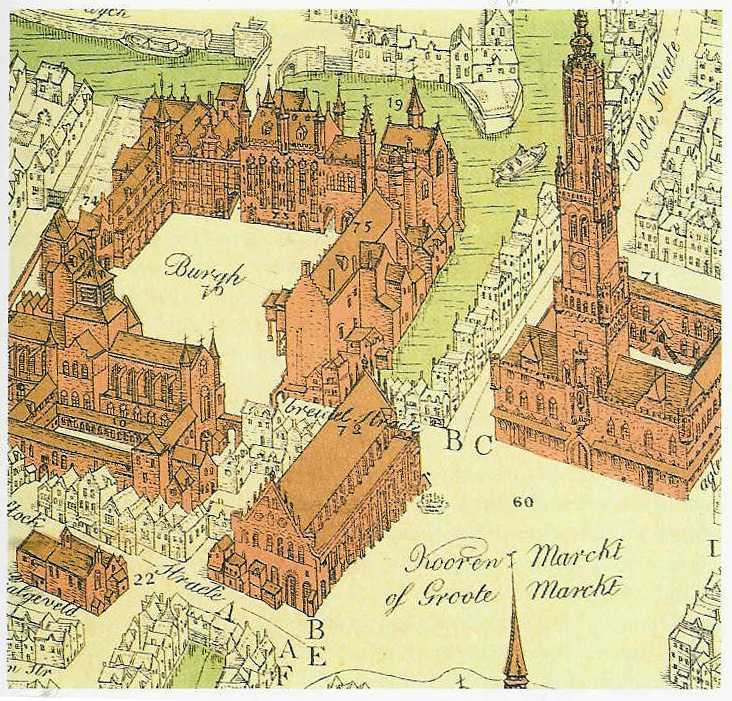
Detail uit het stadsplan van Marcus Gerards (1562) met rechtsonder de Grote Markt met onder meer de Waterhalle en het belfort met stadshallen.

Het vroegere economische zwaartepunt gericht op landhandel, namelijk de buurt van Steenstraat en het huidige Simon Stevinplein, verschoof in het laatste kwart van de 13e eeuw naar de omgeving van de Spiegelrei, die gericht was op maritieme handel. De verschuiving weerspiegelde zich in de uitbouw van een doeltreffende haveninfrastructuur en een uitgebreid goederen- en dienstenaanbod. Aan de Spiegel- en de Kraanrei werden het Tolhuis, de Stadswaag en -kraan opgetrokken. In 1200 werd naar het voorbeeld van de jaarmarkten in de Champagne de jaarlijkse Brugghemarct bekrachtigd door het charter van Boudewijn IX. In 1240 startte men op de Grote Markt met de bouw van het complex Belfort-Halle, mogelijk ter vervanging van een eerste houtbouw. Omwille van plaatsgebrek in de Halle werd in 1284 aan de oostzijde de Waterhalle opgetrokken.
Voor de verkoop van levensmiddelen werd een Boterhal en een Westvleeshuis opgericht, respectievelijk op de Eiermarkt en het huidige Simon Stevinplein. Op 't Zand en de Vrijdagmarkt werd reeds vóór 1265 een paarden- en veemarkt gehouden. Deze functie zou zijn overgebracht van het Simon Stevinplein. De vismarkt lokaliseerde zich op de Grote Markt voor het ambachtshuis van de visverkopers.

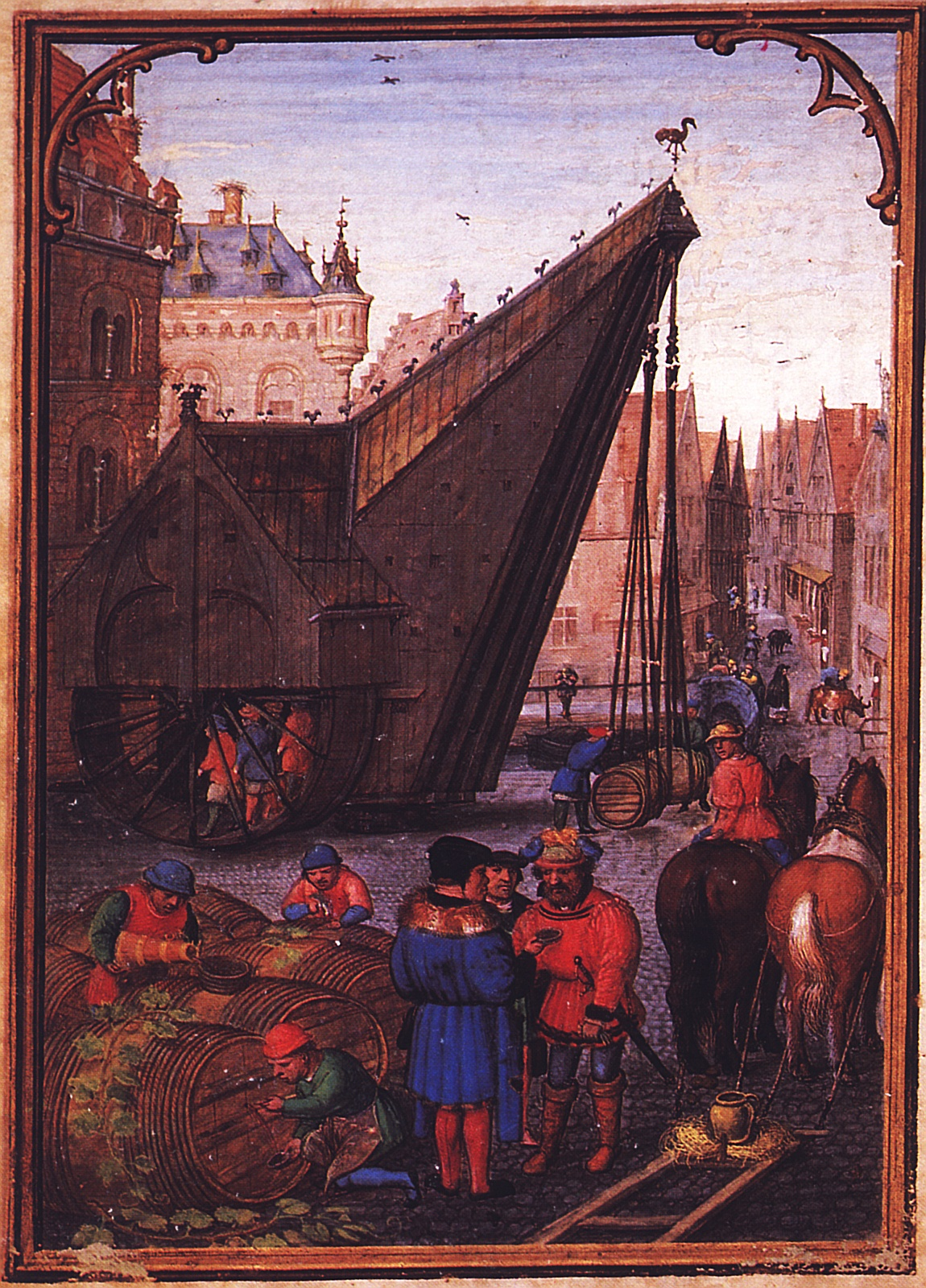
De grote stadskraan nabij de Kraanbrug, ca. 1525, door Simon Bening.
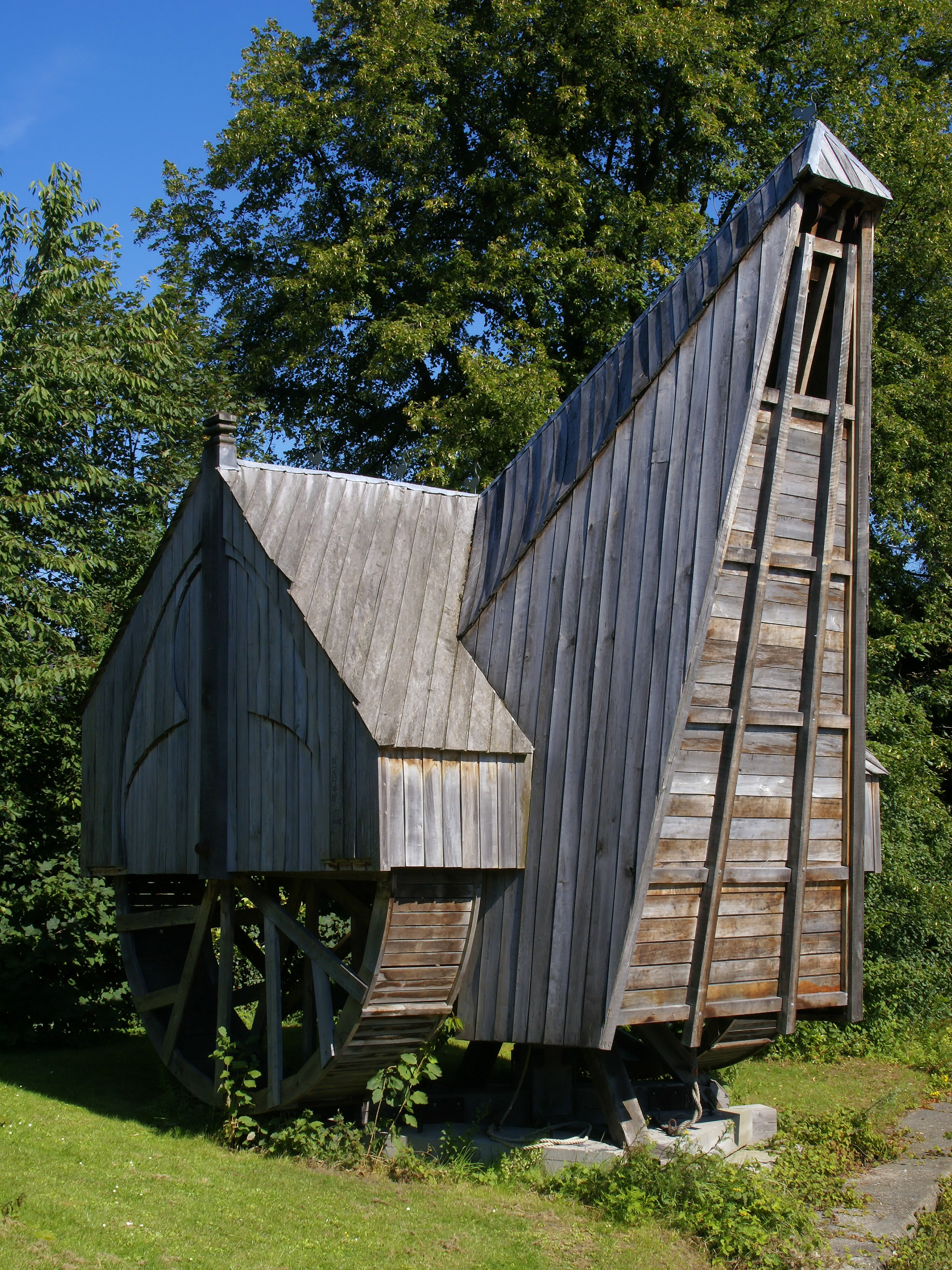
Reconstructie van de historische kraan.
Het belfort.
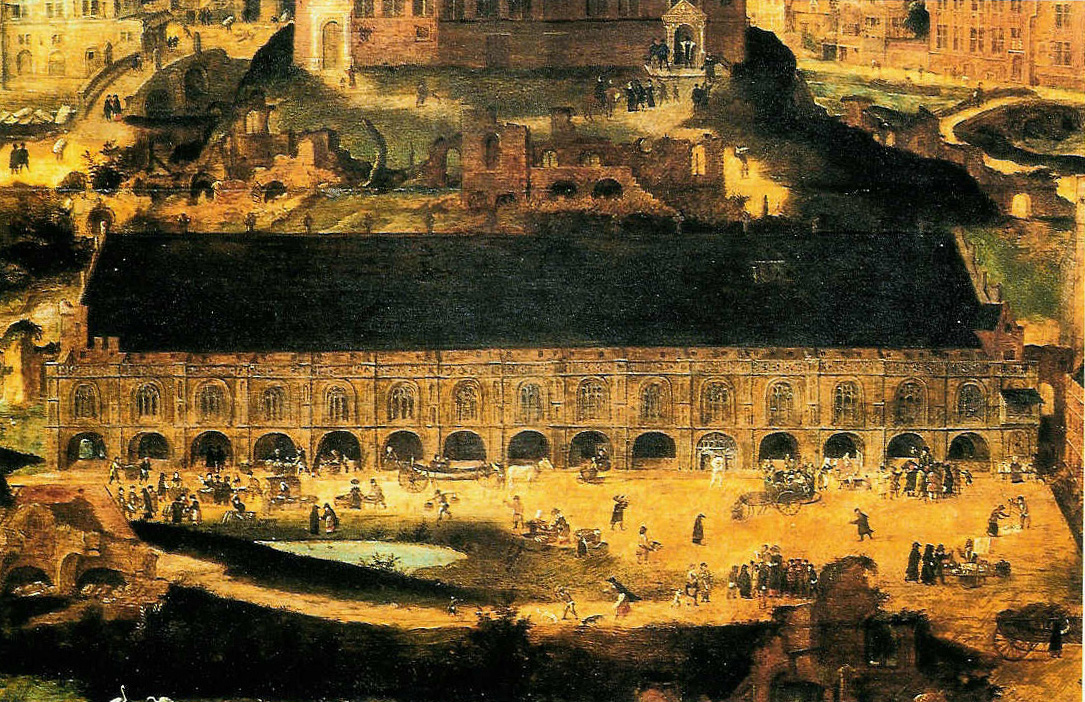
De Waterhalle in de 17e eeuw.

### Bevolkingstoename en stadsuitbreiding
De grote bevolkingstoename leidde tot het bebouwen van braakliggende terreinen. Enkele percelen werden bouwrijp gemaakt en, zoals de omgeving van de Spiegelrei en het Oosterlingenplein, met één meter opgehoogd.
Van een planmatige aanpak getuigt de aanleg van de Peerdenstraat, de Meestraat en de Hertsbergestraat met smalle straten en ondiepe percelen voor kleine woningen.
Tussen 1170 en 1183 werd het gebied tussen de Hoogstraat en de Spiegelrei op de meest winstgevende manier in zeer kleine percelen verkaveld. Grote domeinen met een gracht, een wal of een muur en meestal een versterkte woning met bijgebouwen waren in handen de stedelijke aristocratie of patriciaat. Door huwelijken en verervingen werden ze later opgedeeld in kleinere percelen. Voorbeelden zijn te vinden aan de Sint-Jansstraat en aan het Jan van Eyckplein. Dit proces werd omstreeks 1300 versneld door de ondergang van het stadspatriciaat en de opkomst van de gegoede ambachtslui.

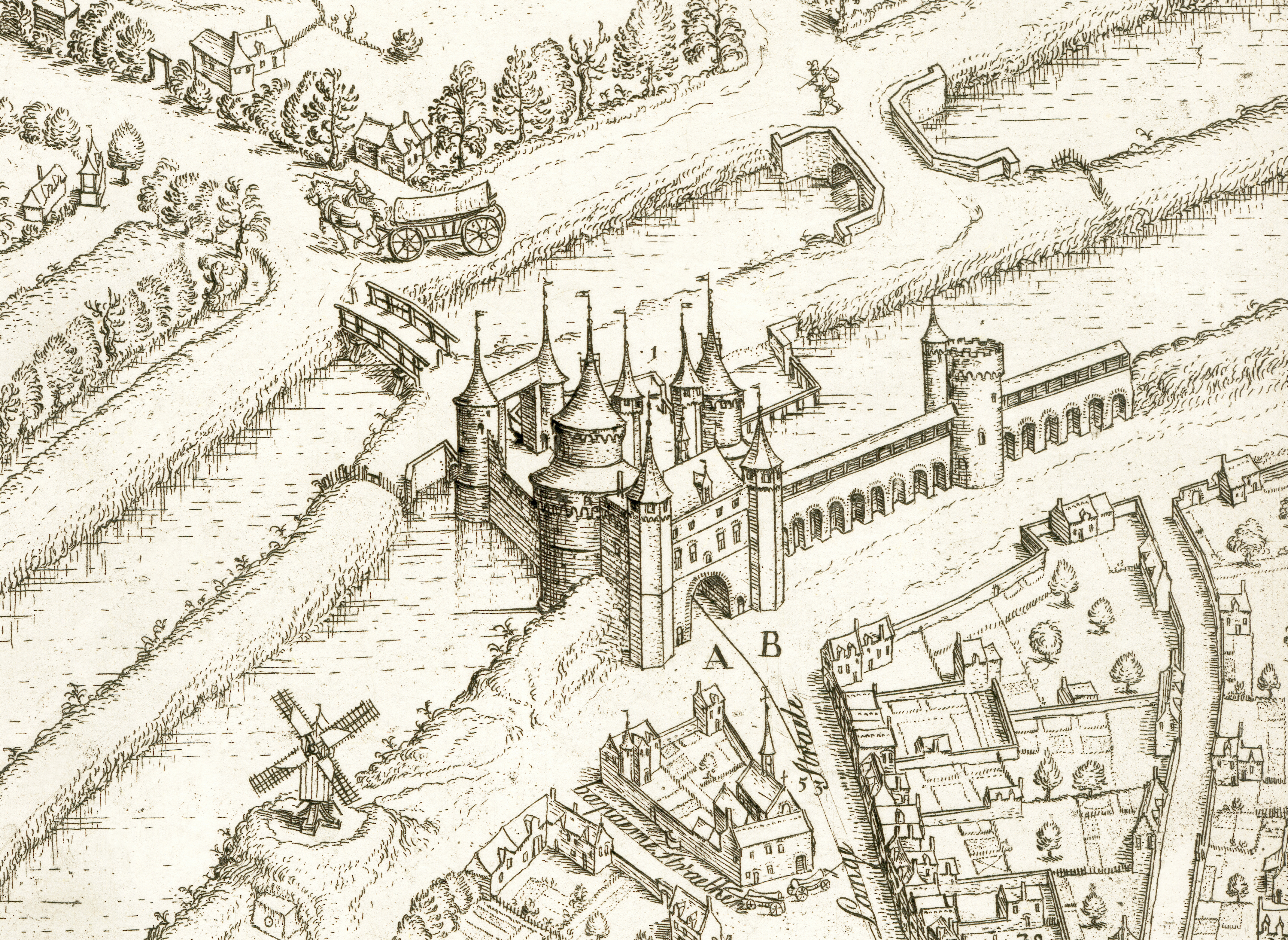
De Kruispoort, onderdeel van de tweede stadsomwalling, door Marcus Gerards anno 1562.

De sterke bevolkingsaangroei leidde tot een noordoostelijke stadsuitbreiding. Buiten de eerste omwalling ontstonden nieuwe wijken. Hier vestigden zich enkele bedelorden, zoals onder meer de augustijnen, de clarissen en de karmelietessen, vermits er nog ruimte restte voor de bouw van ruime kloostercomplexen met bijhorende tuinen. Vanwege de lage grondprijzen kwam hier ook een concentratie van armere bewoners. In 1275 werd het stadsareaal aanzienlijk uitgebreid. Het gebied afgebakend door stenen grenspalen liep tot voorbij de kerken van Sint-Kruis, Sint-Baafs en Sint-Michiels. Het stadsbestuur besloot de nieuwe buitenwijken bij het schependon te voegen. In 1297 werd gestart met de bouw van de tweede stadsomwalling. Aanvankelijk bestond ze uit een dubbele gracht, een aarden wal met houten palissade en negen stenen poorten. Vijf namen de rol over van de poorten van de eerste omwalling. Ze gaven toegang tot de omliggende paallanden. De term "paalland" verwees naar de stenen grenspalen. Het omwalde gebied kwam overeen met het stadsareaal binnen de huidige vesten. In het midden van de 13e eeuw telde het gebied binnen de tweede omwalling 40.000 à 45.000 inwoners, zowat het dubbele van het huidige inwonersaantal. Nieuwere schattingen stellen de bevolkingspiek, vlak voor de grote hongersnood van 1315-1317, op ongeveer 60.000 inwoners.
Als gevolg van de stadsuitbreiding werden de bestaande parochiale structuur en de bestaande kerken aangepast. Uit Sint-Salvators ontstonden de parochies Sint-Walburga en Sint-Jakobs in de oudste stadskern, uit Onze-Lieve-Vrouw de parochies Sint-Katarina en Sint-Gillis buiten de eerste omwalling.
Kleinere bedehuizen waren in de omgeving van de Grote Markt en de Burg te situeren. Van sommige is de oorsprong niet te achterhalen, zoals de Sint-Amandskapel aan de gelijknamige straat en de Sint-Janskerk op het gelijknamige plein. De in 1127 gestichte Sint-Christoffelkerk, met aanleunende Sint-Joriskapel, aan de noordzijde van de Grote Markt werd door onder meer het ambacht van de visverkopers gebruikt. Robrecht de Fries, graaf van Vlaanderen, stichtte aan de Philipstockstraat in 1080 een dubbelkapel toegewijd aan Sint-Pieter en Sint-Katharina; vanaf 1723-1725 in gebruik door het ambacht van de kaarsgieters. Over de nu verdwenen, voor het eerst in 1214 vermelde Sint-Walburgakerk, op de hoek van de Riddersstraat en de Sint-Walburgastraat, is weinig gekend. Ze was tot 1239 een grafelijke kapel.
Na de stadsuitleg werd ook de bestuurlijke indeling aangepast. De stad kreeg een zesledige administratieve indeling, aanvankelijk enkel van toepassing binnen de eerste omwalling met eigen bestuurlijke en militaire organisatie. De naam van de wijken verwees naar het belangrijkste gebouw, namelijk Sint-Jans-, Sint-Donaas-, Onze-Lieve-Vrouw-, Sint-Jakobs-, Sint-Niklaas- en Carmerszestendeel. De Grote Markt vormde het centrale punt met de poortstraten en waterlopen als scheidingslijnen tussen de verschillende wijken. Enkele bewaarde grenspalen, bijvoorbeeld aan het Genthof, refereren nog aan deze bestuurlijke indeling.

## Bloei als Europees handelscentrum (14e - 15e eeuw)

### Internationale aanwezigheid

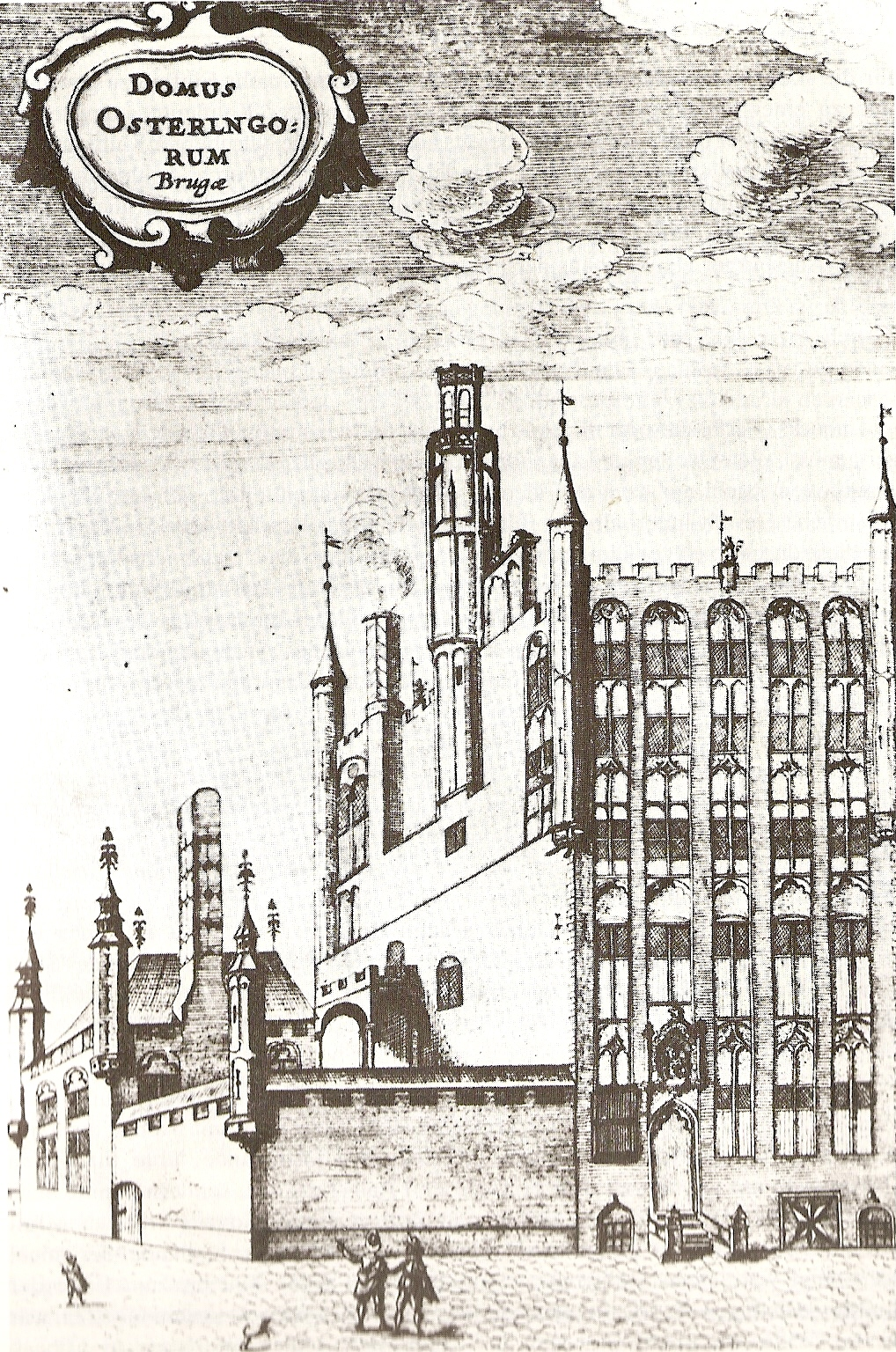
Domus Osterlingorum, het natiehuis van de Duitse Hanze.

Brugge kende als handelscentrum haar grootste bloei tussen 1280 en 1480. In deze periode verbleef er een bont gezelschap van vreemde kooplui met meestal een eigen natiehuis en pakhuizen. Brugge, het meest zuidelijke kantoor van de Duitse Hanze (zie Hanzekantoor van Brugge), werd de belangrijkste en meest zuidelijke handelsvestiging in het buitenland. Het fungeerde daardoor als draaischijf voor de handel tussen Zuid- en Noord-Europa. De Noord-Duitse kooplui verwierven in 1252 een zeer voordelige tolreductie en bezaten zeker in 1458 een huis aan het Krom Genthof, nabij de huidige Woensdagmarkt. De Venetianen waren permanent aanwezig vanaf de eerste decennia van de 14e eeuw. In 1322 werden de eerste consulaten opgericht. In 1397 huurden ze het huis "Ter Ouder Beurse" als loge. In 1395 sloot Filips de Stoute een handelsverdrag af met de Genuezen. Hun consulaat werd in 1397 opgericht in de onmiddellijke omgeving van de Venetiaanse Loge op het toenmalige Beursplein. Dit plein vormde het commerciële en financiële hart van de stad, waar eveneens de eerste beurshandel werd ontwikkeld. Ook de Florentijnen, die een belangrijke rol speelden in de banksector, vestigden zich in de jaren 1420 aan dit plein. De Luccezen richtten in 1369 hun consulaat op aan de Naaldenstraat. De Florentijnse Medicibank was in 1465 in het "Hof Bladelin" gevestigd. Ook de Catalanen waren op het Beursplein vertegenwoordigd. De Castilianen en Basken (Biskajers), die tot 1455 één natie vormden, hadden hun natiehuis en stapelhuizen in de omgeving van het huidige Jan van Eyckplein. De huidige straatnamen Biskajersplein, Spanjaardstraat en Spaanse Loskaai verwijzen naar hun aanwezigheid. De Portugezen hadden vanaf 1493 een natiehuis in de omgeving van de Ridders- en de Sint-Jansstraat. De Engelsen en de Schotten kregen hun belangrijkste privilegie in 1359 en gaven hun naam aan een plein en een straat waar hun consulaat en een weeghuis staan.

Brugge had zich ondertussen ook ontpopt tot een internationaal kunstencentrum. Dankzij het Bourgondische hof kwamen er contacten met reizigers uit alle streken van Europa.

### Onrusten gevolgd door stabiliteit
Niettegenstaande de bloei als Europees handelscentrum werd de 14e eeuw gekenmerkt door sociale en politieke onrust.
Met de groeiende economische macht van de Brugse handelaren kwamen ook eisen naar meer autonomie ten opzichte van het graafschap Vlaanderen naar boven. Een van de hoogtepunten van deze strijd vond plaats in 1302: de Brugse Metten. Na dit bloedbad versloegen de Vlaamse steden, met het grootste deel van de manschappen uit Brugge en het Brugse Vrije, te Kortrijk het Franse leger in de Guldensporenslag. De Gentenaren werden door de toenmalige graaf van Vlaanderen gesust met verlaagde belastingen. Daardoor trokken de Gentse milities niet mee op tegen het Franse ridderleger. In 1304 werd Vlaanderen echter terug tot de orde geroepen na hun nederlaag in de Slag bij Pevelenberg.
Brugge steunde ook de Vlaamse opstand van 1323-1328 tegen Frankrijk. Hierdoor werden zware geldboeten opgelegd. De stad ondervond de gevolgen van de stilgelegde woluitvoer tijdens het voorspel van de Honderdjarige Oorlog (1337-1453).
In Brugge waren diverse bevolkingscategorieën aanwezig. Naast een welstellende bevolking was er nog veel armoede. Voor de armen werden liefdadigheidsinstellingen opgericht. Passanten, daklozen, pelgrims en arme reizigers vonden tijdelijk onderdak in passantenhuizen. Mersenier Clais Pagant stichtte in de Sint-Niklaasstraat een passantenhuis, dat ook voor bejaardenzorg was bestemd. Later zou het evolueren tot een hospitaal als annex bij het Sint-Janshospitaal. Voor de verarmde bejaarden werden binnen en buiten de eerste omwalling door ambachten en gegoede burgers godshuizen gesticht. Meestal werden de woningen rond een binnentuin of een steegje geschikt, zoals het "Goderickx Convent", Moerstraat nr. 7-17.

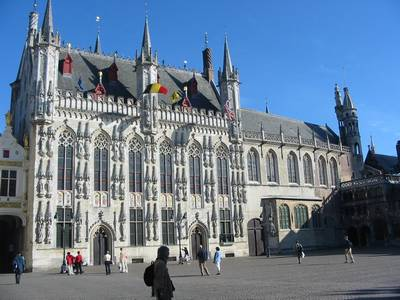
Stadhuis van Brugge.

Na de regeerperiode van Lodewijk van Male (1346-1384) trad onder Filips de Stoute (1384-1404) een periode van stabiliteit in, alleen verstoord door weveropstanden in 1387 en 1391. Nog tijdens het bewind van Lodewijk van Male werd op de Burg op de plaats van het grafelijke Gijzelhuis het gotische stadhuis gebouwd. Vanaf dan werd de Burg niet langer beheerst door de grafelijke maar door de stedelijke macht.
De politieke rol van Brugge in Vlaanderen nam onder de Bourgondiërs af door de opkomst van de kasselrij het Brugse Vrije. Oorspronkelijk vormde Brugge samen met Gent en Ieper "De drie leden". Het Brugse Vrije, het grootste en rijkste plattelandsdistrict, verwierf een plaats in de Vlaamse overlegstructuren.
Tijdens de Bourgondische periode heerste een ware bouwwoede. Grote projecten werden gerealiseerd, zoals de patriciërswoningen Hof van Gistel en Hof Bladelin aan de Naaldenstraat, het huidige Hof van Watervliet of Hof van Sint-Joris en het huidige Huis de Halleux of Huis van Zegher de Baenst aan de Oude Burg, en het Hof van Miraumont en Hof de Gros aan de Sint-Jakobsstraat. Het Prinsenhof, de grafelijke residentie, werd uitgebreid na de aankoop van aanpalende percelen. De Bourgondische hertogen financierden samen met gilden de verbouwingswerken aan de Sint-Jakobskerk.
Waarschijnlijk bouwden ambachten vanaf de 15e eeuw eigen huizen waar ze hun bestuursvergaderingen hielden en hun archief bewaarden. Ze vormden geen gewoon verenigingslokaal, maar waren bedoeld als statussymbool. Een voorbeeld van dit laatste was het ambachtshuis van de schoenmakers aan de Steenstraat nr. 40, gerealiseerd in 1528. Ambachten sloten ook akkoorden af met parochiekerken om er een eigen kapel in onder te brengen. Binnen de eerste omwalling vonden onder meer het ambacht van de schoenmakers onderdak in de Sint-Salvatorskerk en het ambacht van de kuipers in de Sint-Jakobskerk. Buiten de eerste omwalling kwamen ook ambachtskapellen voor in kloosters, zoals onder meer bij de Augustijnen en de Karmelieten.

### Geleidelijk verval
Vanaf 1480 kondigde zich een crisissituatie aan. Aan de basis lagen de achteruitgang van de lakenindustrie, de strenge handelsreglementering, de concurrentie van de snelgroeiende handelsmetropool Antwerpen en de politieke omstandigheden. Na de plotse dood van Maria van Bourgondië in 1482 en de opstand van Vlaanderen tegen Maximiliaan van Oostenrijk kreeg Brugge onder het bewind van deze laatste (1493-1519) zware klappen. Nadat Maximiliaan ruim vier maanden gevangen was gehouden door de Bruggelingen, maakte hij samen met zijn vader keizer Frederik III een einde aan de macht van Brugge. Het Zwin was gedurende tien jaar niet meer toegankelijk door een opgelegde blokkade, en de vreemde naties moesten op bevel van Maximiliaan de stad verlaten. Door de aanvoer van Spaanse wol viel de buitenlandse handel echter niet volledig stil. In 1494 vroegen de Bruggelingen aan Maximiliaan om de hoge staatsschulden te herzien.
De stad kon zich toch nog enigszins in stand houden en beschikte nog steeds over enkele internationale contacten met Spanje en Engeland, was een belangrijk regionaal centrum (vooral in textiel), en bleef ook in de kunst meespelen, onder andere met Hans Memling.

## Poging tot heropbloei (16e eeuw)

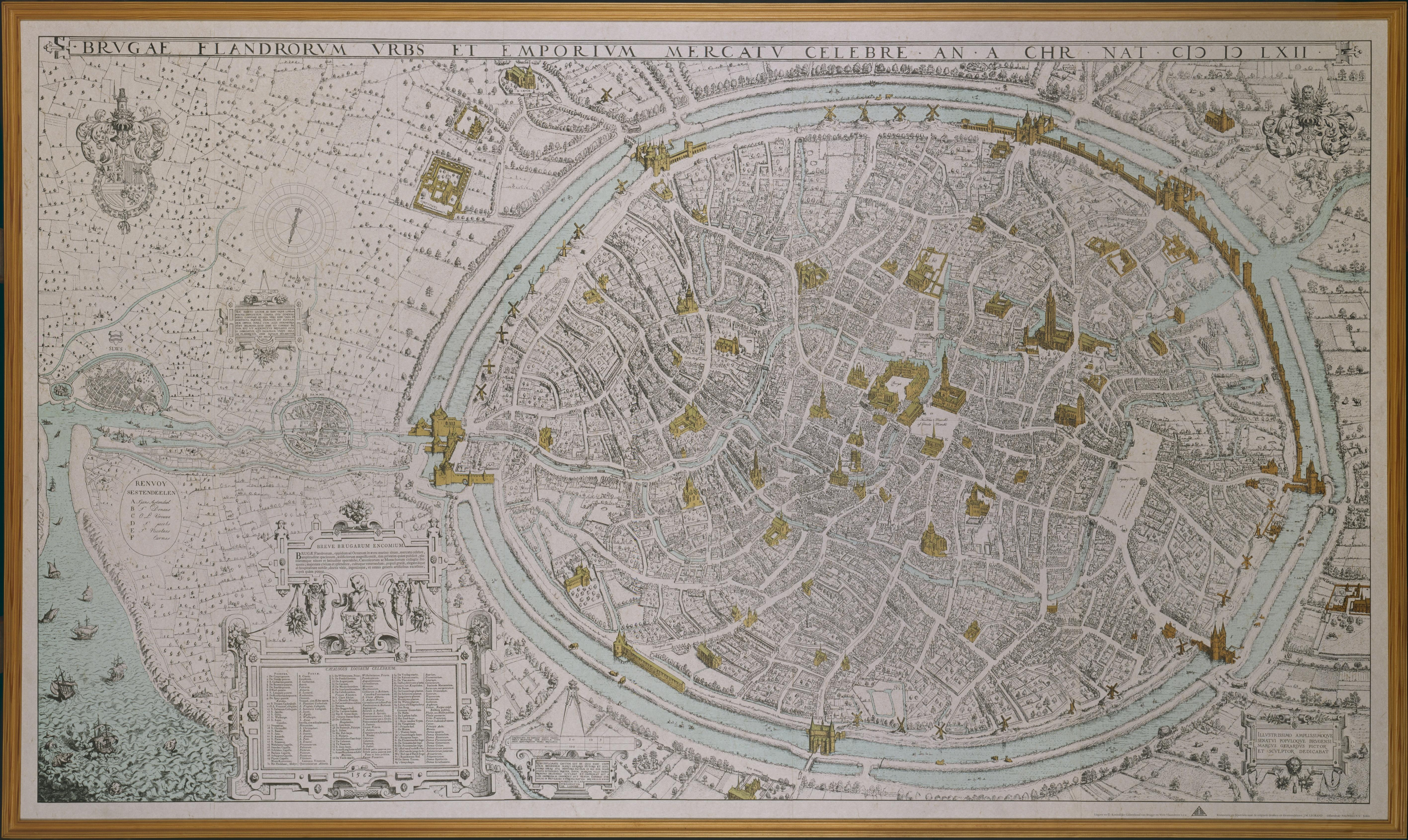
Kaart van Brugge uit 1562 door Marcus Gerards.

Om de vroegere welvaart te herwinnen deed Brugge een beroep op keizer Karel V tijdens de regeringsjaren 1515-1555. Hun eerbetoon en loyaliteit voor keizer Karel kwam tot uiting in de triomfantelijke en kleurrijke Blijde Inkomst in 1515, waarvoor renaissancegetinte triomfbogen werden ontworpen. Ook het herinrichten van de schepenkamer in het Landhuis van het Brugse Vrije in 1529-1531 met de Keizer Karelschouw ontworpen door Lanceloot Blondeel kaderde in deze politiek. Nieuwe inspanningen trachtten de verzanding van het Zwin tegen te gaan na de mislukte pogingen in de 14e en 15e eeuw. Een eerste poging, de aanleg van het Kanaal van Oostburg (1500-1516), liep uit op een volledige mislukking. Het panoramisch plan van Marcus Gerards kaderde in de publiciteitscampagne om de gunstige ligging van Brugge en zijn nieuwe verbinding met de zee via het kanaal naar Damme en Sluis aan te tonen. Het plan van 1562 bracht een weergave van de openbare, een aantal semi-openbare en privé-gebouwen en vormt als dusdanig een belangrijke iconografische bron die een inzicht biedt in de stedelijke structuur met haar straten en pleinen, in de verhouding tussen bebouwde en niet bebouwde ruimten, en in de percelering en gebouwentypes.

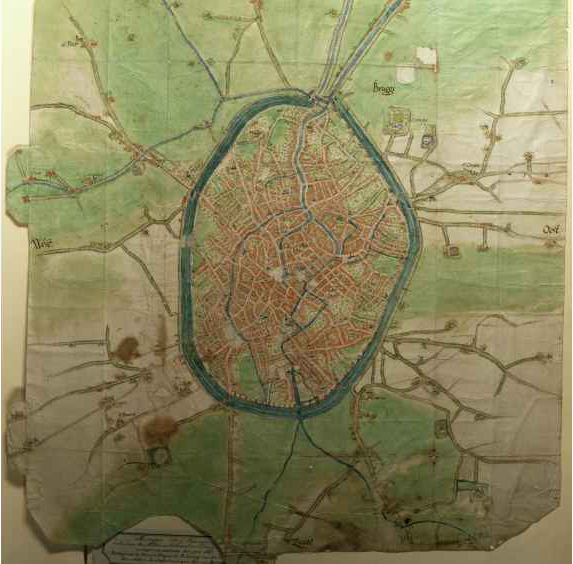
Kaart van Brugge door Jacob van Deventer rond 1558.

Niettegenstaande de vele inspanningen viel de handel via het Zwin stil door de Opstand van de Nederlanden (1568-1648). Hierdoor werd het laatste kwart van de 16e eeuw gekenmerkt door oorlog en economische crisis. De calvinisten slaagden erin de jonge bisschopsstad in te nemen en van 1578 tot 1584 namen ze er het kerkelijk en burgerlijk bestuur waar. Brugge en het Brugse Vrije sloten zich in de zomer van 1579 aan bij de Unie van Utrecht. De economische doodsteek kwam in mei 1584 toen de stad zich overgaf aan de Spaanse generaal Alexander Farnese. De voorhaven in Sluis kwam later in handen van de Republiek der Verenigde Nederlanden en daarmee was Brugge zijn meest voor de hand liggende verbinding met de zee kwijt. Het vervoer van goederen op het kanaal Brugge-Sluis werd ofwel verboden ofwel aan hoge tol onderworpen.
De desolate toestand van het einde van de 16e eeuw is beschreven in de lamentatie van koopman Zeghere van Male. Hij gaf een beeld van de stad met heel wat armoede en tal van verkommerde en leegstaande huizen. Van een bloeiende handelsstad was nu geen sprake meer. Door de bevolkingsafname van 42.000 naar 30.000 viel de stadsontwikkeling tijdens de 16e eeuw stil. De bouwactiviteiten waren gering, het toezicht hierop werd minder streng en er traden weinig veranderingen op in het stadsbeeld. De lokale architectuur bleef traditiegebonden, met uitzondering van de Burgerlijke Griffie (1534-1537), op de Burg gebouwd door de stedelijke overheid, en enkele privéwoningen.

## Brugge onder de Spaanse Nederlanden (17e eeuw)

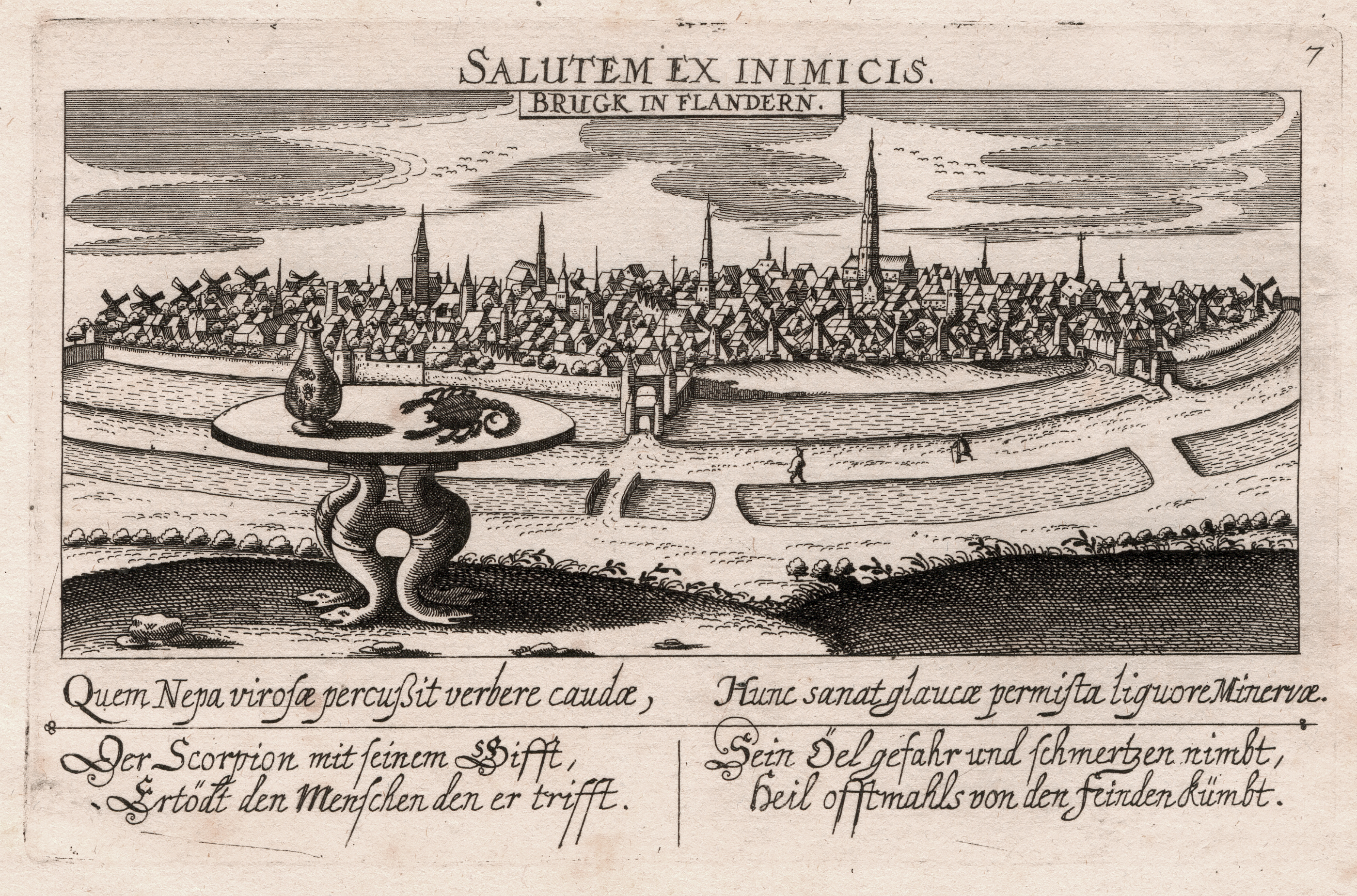
Gegraveerde emblemaprent met moraliserende verzen in het Latijn en het Duits, uit: Daniel Meisner, Thesaurus Philopoliticus, Frankfurt am Main, 1623-1632.

Omwille van het brandgevaar werden in de loop van de 17e eeuw houten gevels systematisch vervangen door stenen gevels. Dit versteningsproces was vermoedelijk reeds ingezet in 1232. Naar aanleiding van wijkbranden van 1412 en 1415 kwam in 1417 een verordening betreffende het gebruik van daktegels. Op 2 mei 1616 werd een hallengebod uitgevaardigd. Dit verbood in de omgeving van de Grote Markt en de hoofdstraten binnen de eerste omwalling het herstellen van houten gevels of het bouwen van nieuwe. In 1634 werd dit gebod uitgebreid tot alle voornaamste straten binnen de tweede stadsomwalling. In 1635 volgde een verbod op houten puien. De volgende twee eeuwen verdwenen ongeveer achthonderd houten woningen uit het stadsbeeld. De ferieboeken, bewaard van 1498 tot 1799, geven een beeld van het gevoerde stedelijk beleid inzake de bouwactiviteiten. Het stadsbestuur leverde alleen een afbraakvergunning af wanneer een bouwvoorstel werd voorgelegd en goedgekeurd. Op de bouw werd toezicht gehouden en de overtredingen werden beboet.
Na de godsdiensttroebelen kende de Kerk een heropbloei met de Contrareformatie. De kerken en kloosters werden na de Beeldenstorm in ere hersteld en in eigentijdse barokstijl gestoffeerd, zoals de Sint-Jakobskerk in 1691-1692. Een aantal religieuze instellingen zocht bescherming binnen de eerste of minstens de tweede omwalling. De kartuizerinnen, afkomstig van Sint-Andries, vestigden zich in de omgeving van de Oude Burg. Een niet onbelangrijke rol werd gespeeld door de jezuïeten, een nieuwe kloosterorde die in 1534 was gesticht en sinds 1574 te Brugge was gevestigd. Kort na 1600 werd de buurt tussen het Sint-Maartensplein en de Verversdijk uitgebouwd tot een jezuïetenkwartier met een kerk, kloostergebouwen, een college en een bierbrouwerij.

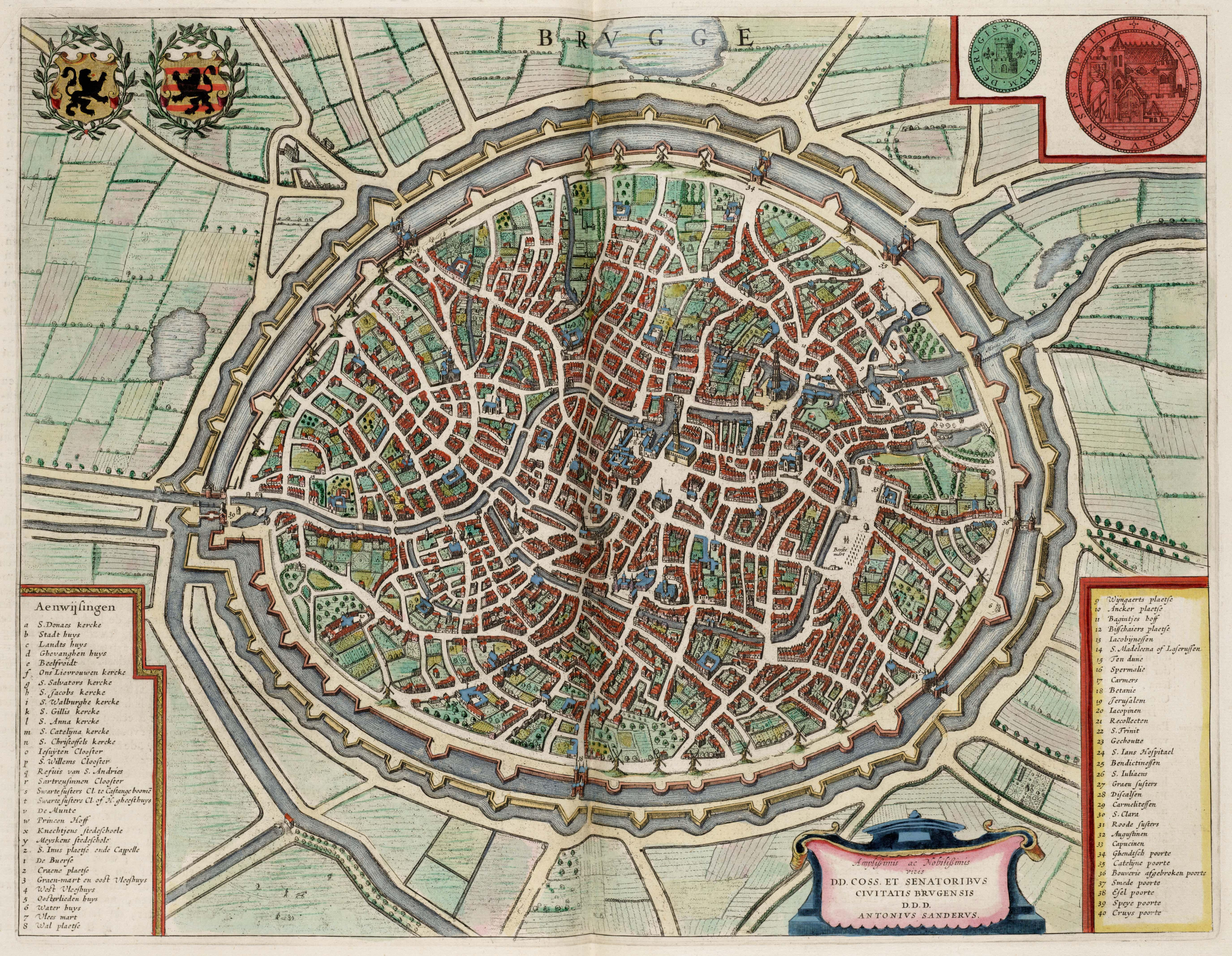
Brugge rond 1649 door Joan Blaeu in de Atlas van Loon.

Ook in de 17e eeuw werden ambachtshuizen opgetrokken: aan de Steenstraat het ambachtsbuis van de metselaars en op de Grote Markt de ambachtshuizen van de tegeldekkers en de visverkopers. Op initiatief van enkele gilden en corporaties of van kapitaalkrachtige burgers werden ook een aantal godshuizen gesticht of bestaande uitgebreid. Ze lagen voornamelijk buiten de eerste omwalling, omdat hier nog goedkope gronden beschikbaar waren. Enkele godshuizen binnen de eerste omwalling waren Reylof-De Blieck aan de Korte Vuldersstraat en De Vette Vispoort aan de Moerstraat.
Vanaf 1614 werd de tweede omwalling tijdens het Twaalfjarig Bestand omgevormd tot een gebastioneerde vesting. Rond 1620 telde de stad binnen de vesten 27.000 inwoners. In 1665 werd buiten de eerste omwalling, bij de Dampoort, aan het begin van het kanaal naar Oostende, de Handelskom uitgegraven, waar zeeschepen konden aanleggen. Het nieuwe havendok was voorzien van een aangepaste haveninfrastructuur. Deze nieuwe impuls bracht een bevolkingstoename met zich mee: het inwonersaantal steeg tot 38.000.

### Brugse kant (17e - 19e eeuw)
In de 17e eeuw ontwikkelde zich in Brugge de kantindustrie. Kantklossen was daarvoor vooral een bezigheid van de rijkere adellijke dames, maar geleidelijk verdienden vele vrouwen in Vlaanderen een extraatje met kantklossen.
Vanaf 1612 werden er meisjesscholen opgericht door enkele kloostergemeenschappen (onder andere de Zusters Apostolinnen) waar naast algemene ontwikkeling ook breien en klossen van kant op het programma stonden. In 1689 waren er meer meisjesscholen (125) dan jongensscholen (15 schoolmeesters) in Brugge. Jongens leerden hun ambacht meestal tijdens hun leertijd bij een vakman.
Kant werd in Brugge een belangrijke bron van inkomsten. In 1802 hielden zich ruim 6000 vrouwen bezig met kantklossen op een totaal inwonersaantal van 40.000. Er ontwikkelde zich een speciale variant: de Brugse kant of point-de-fée.

## Brugge onder de Oostenrijkse Nederlanden en onder het Franse bewind (18e eeuw - begin 19e eeuw)

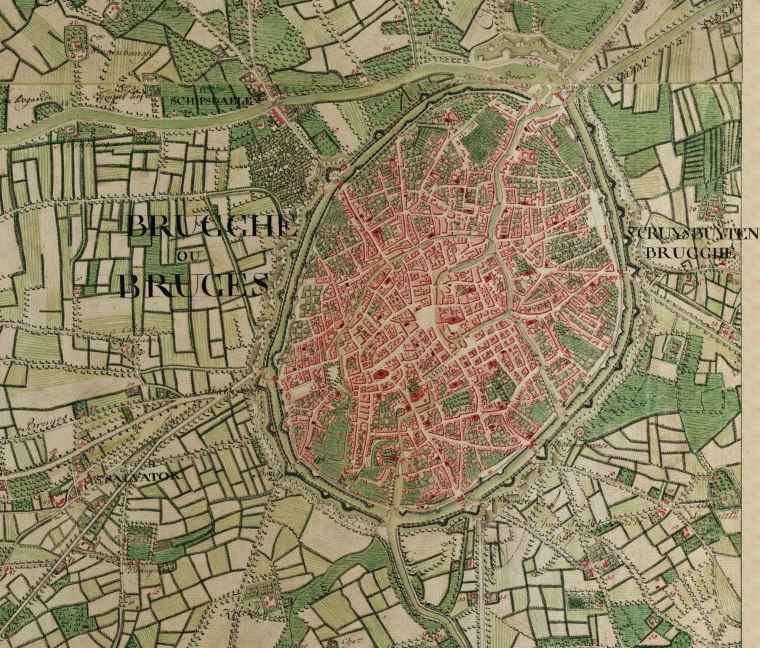
Kaart van Brugge door Joseph de Ferraris tussen 1771 en 1778.

In de periode van de Oostenrijkse Nederlanden kende de stad een economische heropbloei. Een aantal belangrijke infrastructuurwerken die invloed hadden op het middeleeuwse handelscentrum binnen de eerste omwalling werden in deze periode uitgevoerd.
Het graven van de Coupure in 1751-1753 maakte een verbinding mogelijk met het kanaal naar Gent. Dit leidde tot een verschuiving van het commercieel centrum van de omgeving van de Grote Markt en de Spiegelrei naar de Coupure. De haveninfrastructuur binnen de eerste omwalling raakte in onbruik. De Sint-Jansbrug en de Waterhalle verdwenen en de Kraanrei werd tot aan de Grote Markt in twee fasen overwelfd. In plaats van de houten kraan op de hoek Vlamingstraat en Kraanplein werd ca. 1771-1772 een vleeshal in classicistische stijl gebouwd.

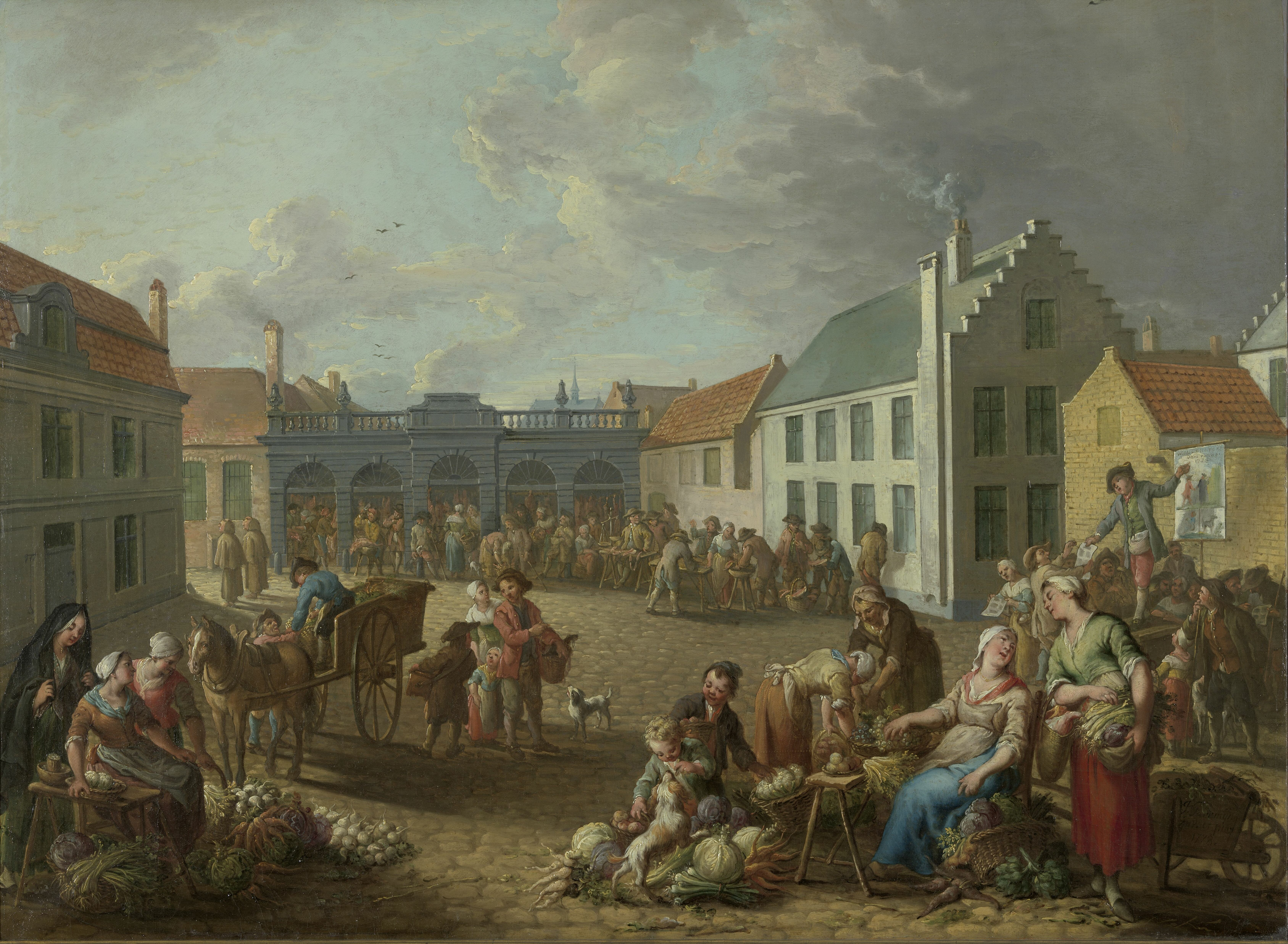
Het Pandreitje in 1778, door Jan Garemijn.

Een classicistisch complex op de Grote Markt, dat een twintigtal panden omvatte met onder meer herbergen en het lokaal van de Société Littéraire, verving vanaf 1787-1791 de Waterhalle. Als tegenhanger van dit project werd aan de noordelijke zijde van de Grote Markt ter hoogte van de in 1786 verdwenen Sint-Christoffelkerk een laatclassicistische eenheidsbebouwing opgericht in 1792. Deze stijl vond bij het vervangen van oudere panden navolging in privé-woningen. De evolutie van gebouwen, stijlen en schaalvergrotingen is gekend via iconografische bronnen en bouwvergunningen vanaf eind 18e eeuw, bewaard in het Stadsarchief.
Op initiatief van keizer Jozef II werden in 1784 de kerkhoven in de steden afgeschaft. Rondom de Sint-Salvatorskerk werd deze ruimte herleid tot een tuin, aan de Sint-Jakobskerk ontstond een plein. Er werden ook een aantal kloosters afgeschaft, zoals het jezuïetenklooster in 1773 en het kartuizerinnenklooster in 1783.

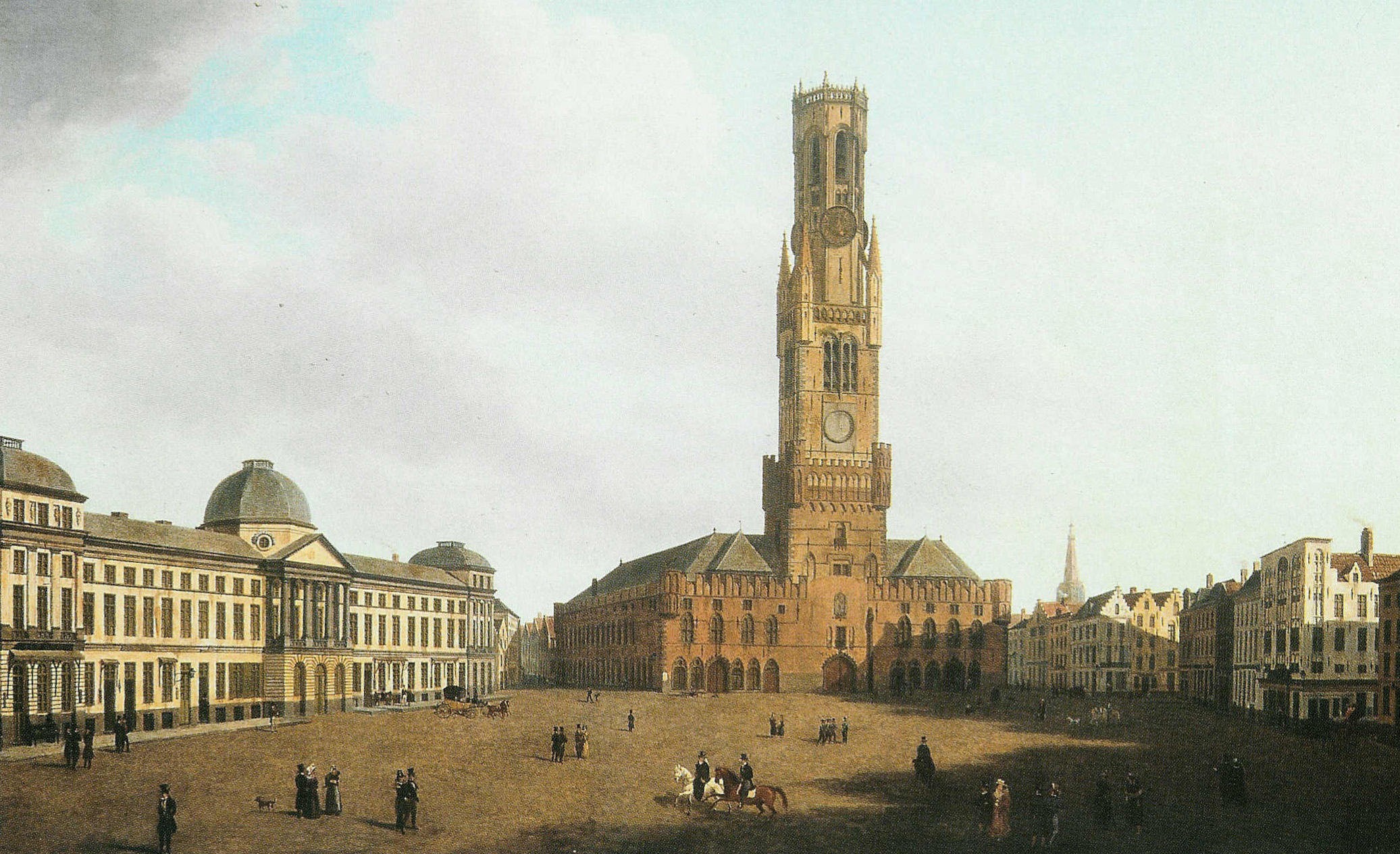
Links het classicistische Provinciaal Hof in 1826.

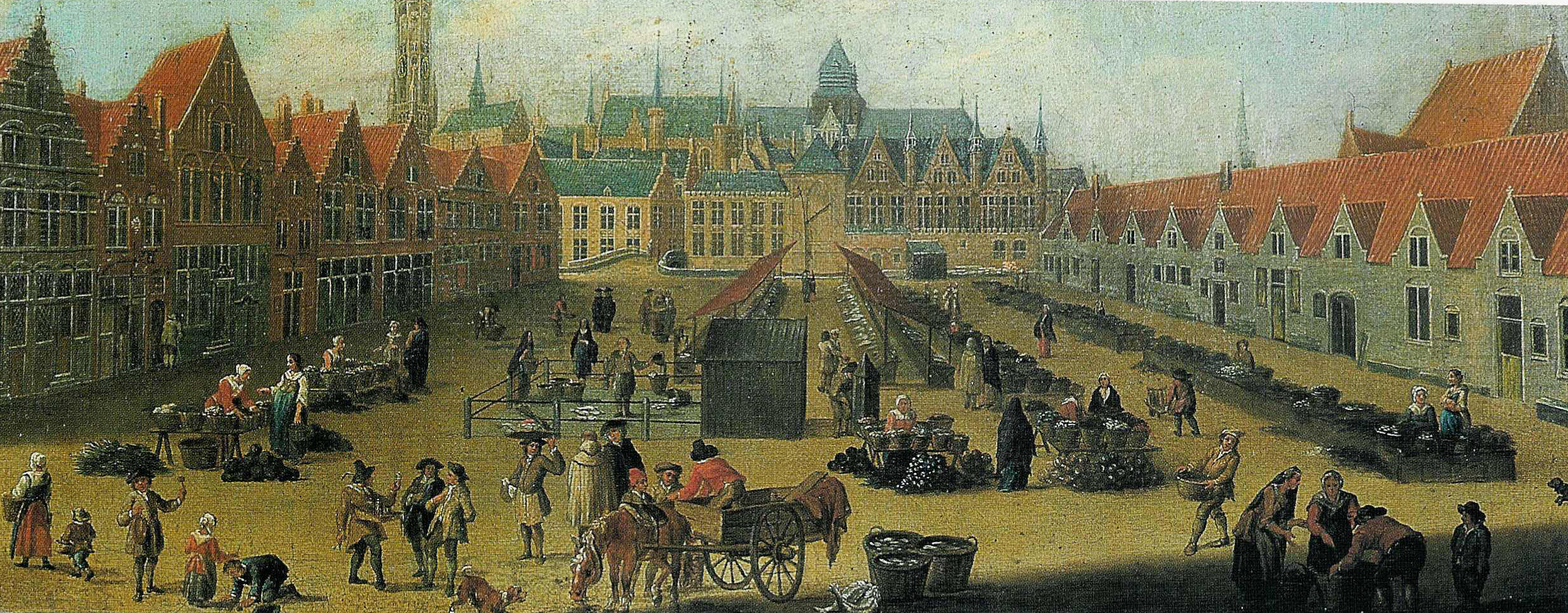
De Braamberg in 1750 met de toen nog niet overdekte vismarkt. Centraal achteraan staat de Sint-Donaaskathedraal.

Onder het Franse bewind werd Brugge hoofdplaats van het Leiedepartement. De prefect kreeg een residentie in het nieuw opgetrokken laatclassicistisch project aan de oostelijke zijde van de Grote Markt. De sekwestratie van religieuze goederen verliep op diverse wijze. Sommige bedehuizen werden hergebruikt, zoals de jezuiëtenkerk, vanaf 1779 als parochiekerk en vanaf 1796 als Tempel der Wet. Andere werden gesloopt, zoals de Sint-Donaaskathedraal op de Burg en de Sint-Janskapel op het nu gelijknamige plein. De vrijgekomen gronden werden aangelegd als nieuwe pleinen of gebruikt voor het invoegen van gebouwen met nieuwe functies. Na de afbraak van de Sint-Donaaskathedraal op de Burg verwierf de stad ca. 1807 opnieuw de gronden. In 1810 werd de Burgstraat aangelegd als verbinding met de Philipstockstraat, en werden de resterende pleinruimten beplant. Andere religieuze instellingen als kloosters werden verkocht als "nationaal goed" en aansluitend hergebruikt voor diverse doeleinden. Het jezuïetencomplex aan de Verversdijk werd in 1775 een cavaleriekazerne terwijl het Theresiaans college in 1780 de vleugel aan de Boomgaardstraat betrok; de aula deed vanaf 1792 dienst als vergaderplaats voor de revolutionaire jacobijnenclub. Het voormalige kartuizerinnenklooster werd aan het leger toegewezen. In de nasleep van de Franse Revolutie werden de beelden uit de nissen van het stadhuis gehaald en vernield.
Bij keizerlijk decreet van 1806 werden de stadsvestingen terug aan de stad verkocht. Van dan af werden ze ontmanteld en als wandelweg ingericht. Dit sloot aan bij een in de 19e eeuw ontstane promenade-traditie. Ca. 1900 werden binnen de vesten, tussen 't Zand en de Komvest, boulevards aangelegd die overwegend met woningen voor gegoede burgers werden bebouwd.
De nu nog bewaarde waterpompen wijzen op een vernieuwing van de bestaande openbare watervoorziening. Ze vervingen de fonteinputten die aangesloten waren op de reeds in de middeleeuwen bestaande moerbuizen. In 1756 werd een pomp naar ontwerp van beeldhouwer P. Pepers op de Eiermarkt geplaatst. Een classicistische arduinen armpomp verving een waterput op het Sint-Jansplein in 1786. De van 1820 daterende armpomp in de Sint-Amandsstraat werd er opgericht na de afbraak van de Sint-Amandskapel. Op een onbekend tijdstip werd een pomp geplaatst op het beboomde Simon Stevinplein, aangelegd in 1821 na het slopen van het Westvleeshuis.

## Belgisch koninkrijk (19e eeuw)

### Belgische onafhankelijkheid en'Ellende der Vlaanders'
Bestuurlijk werd Brugge in het Verenigd Koninkrijk der Nederlanden de hoofdstad van de nieuwe Nederlandse, en vanaf de Belgische onafhankelijkheid de Belgische provincie West-Vlaanderen. Op economisch vlak echter was de 19e eeuw voor Brugge een dieptepunt. Een bescheiden industrialisatie deed pas na enige tijd moeizaam haar intrede. Buiten de eerste omwalling waren enkele textielbedrijven die gebruik maakten van stoomenergie te situeren, zoals aan de Boeverievest. In de jaren 1840 bereikte de economische crisis haar hoogtepunt.
De stad werd evenwel een aantrekkingspool voor de plattelandsbewoners getroffen door de textielcrisis. Het inwonersaantal steeg van 39.000 naar 50.000, met een gelijklopende toename van de vraag naar woningen. Voornamelijk buiten de eerste omwalling werden op private terreinen kleine armzalige huisjes gebouwd, zogenaamde "Forten" of beluiken. Van deze "Forten" resten ook nog binnen de eerste omwalling enkele sporen in de Noordzand-, de Niklaas Despars-, de Loppem- en de Helmstraat. Van de totale toenmalige bevolking werd minstens 44% - ruim 21.000 mensen - ondersteund.
Door onder meer de liberale burgemeester Jules Boyaval en de bankier Felix Du Jardin werden pogingen ondernomen om gemechaniseerde (textiel)fabrieken op te richten buiten de eerste omwalling, zoals onder meer in het voormalig kloostercomplex Sarepta aan de Langerei. Het beeld van Brugge als dode stad, zoals voorgesteld in het boek Bruges-la-Morte van Georges Rodenbach, werd hierdoor ontkracht. Boyaval zette zich in voor het verder aantrekken van gemechaniseerde industrie. Onder zijn impuls kwamen verschillende industriëlen hun geluk beproeven in de stad. Een gunstig economisch klimaat liet toe dat zowel in de binnenstad als langs de vesten textiel-, katoen- en wolfabrieken en vlasspinnerijen zich voor weinig geld konden vestigen. In de periode 1850-'70 doken een tiental bedrijven op in de omgeving van de Handelskom, de Dampoort en de Smedenpoort. In 1874 kreeg het Brugse industriële leven tegenslag door het failliet van de Bank Du Jardin. Toch konden de bedrijven die hierin meegesleurd werden, vrij vlug overgenomen worden. Zo werden de gebouwen van de vlasspinnerij van Mamet naast de Gentpoort ingenomen door de mouterij D'Hoedt-Cauwe en de stokerij Van Mullem. Het aantal brouwerijen in Brugge steeg tijdens de tweede helft van de 19e eeuw opmerkelijk: van 18 in 1851 naar 27 in 1898. Onder andere aan de Noordzand-, de Kop- en de Wollestraat bevonden zich brouwerijen, al of niet teruggaand op een oudere vestigingsplaats. De explosie in de drankensector leidde tot schaalvergroting, zoals in de jeneverstokerij. Ook de groei van de Brugse metaalnijverheid werd waarneembaar vanaf 1850. De opmerkelijkste evolutie kwam van de ijzergieterij van Jozef De Jaegher (1818-'88) in de Raamstraat. Reeds in 1900 stelde ze 750 arbeiders tewerk. Sint-Andries werd op het einde van de 19e eeuw een belangrijk centrum van de borstelnijverheid. In het familiebedrijf Delhaize, dat in 1884 was opgericht, waren honderden mensen aan het werk. En wat de sector van de drukkerijen betreft, kon Brugge adelbrieven voorleggen. Door de afwezigheid van grote bedrijven binnen de eerste omwalling bleef het middeleeuwse stratenpatroon echter grosso modo bewaard.

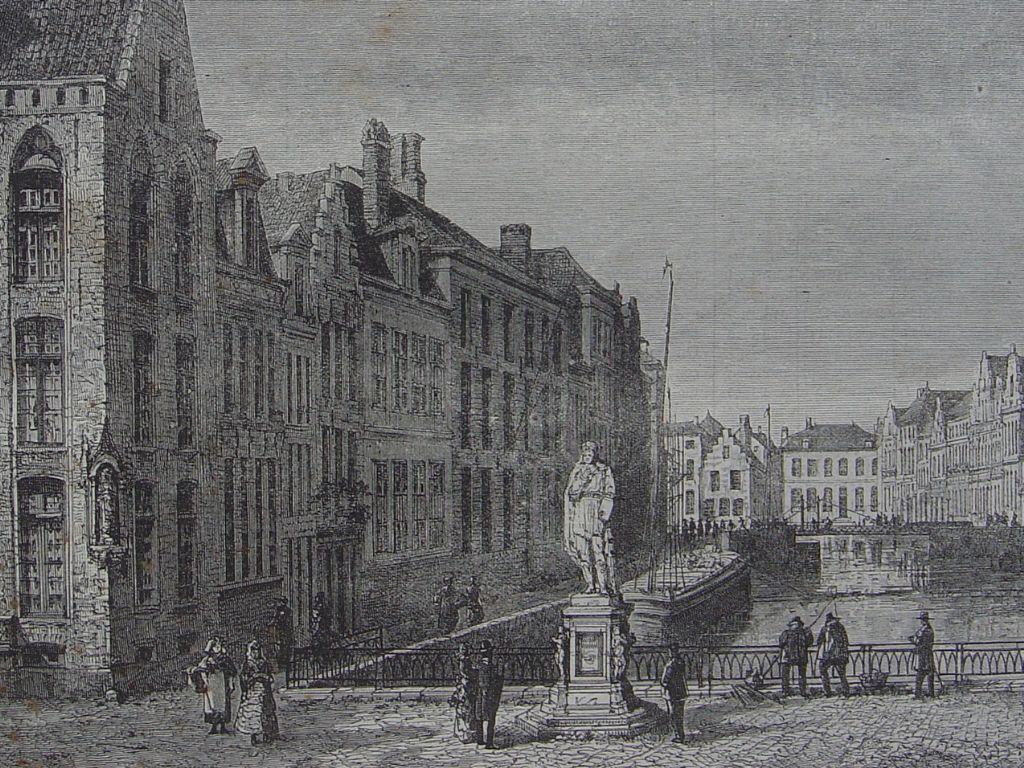
Het Jan van Eyckplein rond 1870.

Na de Belgische onafhankelijkheid werd het nationaal gevoel op diverse wijze gestimuleerd. Monumenten werden opgevoerd als symbolen van het roemrijke verleden en als dusdanig beschermd en hersteld. Op 7 januari 1835 werd de Koninklijke Commissie voor Monumenten in het leven geroepen. Deze commissie gaf de minister van Binnenlandse Zaken, op zijn verzoek, advies inzake bouw en/of verbouwing van gebouwen bestemd voor eredienst en andere openbare functies. De gevoerde "nationale" politiek manifesteerde zich in het stadsbeeld.
Belangrijke historische figuren kregen een standbeeld op een plein dat naar hen werd genoemd, zoals Simon Stevin in 1846. Naar aanleiding van feestelijkheden tijdens de inhuldiging werden op de Grote Markt talrijke beelden, bustes en medaillons van wiskundigen en humanisten opgesteld, ontworpen door stadsarchitect J.B. Rudd. Op het Jan van Eyckplein werd in 1856 het beeld van Jan van Eyck geplaatst en in 1871 dit van Hans Memling op de huidige Woensdagmarkt. Het standbeeld van Jan Breydel en Pieter de Coninck op de Grote Markt werd ingehuldigd in 1887. Het terugplaatsen van de stadhuisbeelden kaderde in dezelfde filosofie. Het oprichten van historische genootschappen, zoals de Société d'Emulation pour l'histoire et les antiquités de la Flandre Occidentale, sloot aan bij deze vernieuwde interesse voor de nationale en voornamelijk regionale geschiedenis. De lokale Société Archéologique wilde een verzameling uitbouwen van voorwerpen met betrekking tot het verleden van Vlaanderen en in het bijzonder van Brugge.
De groeiende tegenstellingen tussen katholieken en liberalen uitten zich voornamelijk in het onderwijs. In 1834, het jaar waarin Brugge opnieuw een bisschopszetel kreeg, werd het Sint-Lodewijkscollege opgericht en na enkele jaren ondergebracht in de refuge van de Sint-Pietersabdij aan de Noordzandstraat. Het Sint-Franciscus-Xaveriusinstituut aan de Mariastraat, het Lyceum Hemelsdaele aan de Wapenmakersstraat, het Sint-Andreasinstituut aan de Garenmarkt en de Jozefienen aan de Zilverstraat waren latere voorbeelden van katholieke scholen die hun intrek namen in voormalige herenhuizen. Na verloop van tijd groeiden deze scholen uit tot complexen die een volledig bouwblok in beslag namen.
Vanaf 1832 werd van het voormalige jezuïetenklooster de vleugel aan de Boomgaardstraat hersteld en aangepast om er het koninklijk Atheneum in onder te brengen. Deze verhuisde in 1851 naar de inmiddels hiertoe ingerichte gebouwen aan de Verversdijk. Vanaf 1852 vestigde de Rijksmiddelbare school zich aan de Boomgaardstraat. Het gemeentelijk muziekconservatorium werd in 1886 ondergebracht in een herenwoning aan de Sint-Jakobsstraat. De stadsbibliotheek vond in 1884 onderdak in het voormalige Tolhuis aan het Jan van Eyckplein.
Religieuzen van diverse orden betrokken (opnieuw) hun eigen of andere al dan niet nieuw gebouwde panden in de binnenstad. De zwartzusters vestigden zich in 1807 aan de Woensdagmarkt om zich toe te leggen op thuiszorg en -verpleging. Ze bouwden een kliniek dat het huizenblok tussen de Woensdagmarkt, de Spanjaardstraat en de Spaanse Loskaai innam. Het kartuizerinnenklooster, in de gelijknamige straat, werd in 1824 door de Zusters van Liefde ingericht als instelling voor ongeneeslijke vrouwen. De Jezuïeten kwamen terug in 1810; aanvankelijk vestigden ze zich aan de Verversdijk en vanaf 1869 in nieuwe gebouwen aan de Kortewinkel met een bijhorende kerk aan de Vlamingstraat. De arme claren of colettinen bouwden een nieuw klooster op de plek van het vroegere, nabij de Katelijnepoort.

### Stadsgezicht
Tijdens het liberale bestuur van burgemeester Boyaval (1850-1875) poogde stadsarchitect J.B. Rudd het stratenpatroon te vernieuwen en te moderniseren naar het model van Georges-Eugène Haussmann, die het stadsbeeld van Parijs grondig wijzigde. Straatverbredingen vonden reeds plaats voor het aantreden van Boyaval. In 1848 werd de rooilijn in de Vlamingstraat verlegd en in 1859 deze aan de Geldmuntstraat. Hier werd neoclassicistische eenheidsbebouwing ingevoerd, onder meer ontworpen door stadsarchitect J.B. Rudd.
In 1864 werd het Theaterkwartier gesaneerd. Een volledig bouwblok tussen Kuipers- en Vlamingstraat werd gesloopt. Hierdoor ging het vroegere gesloten karakter van het Beursplein verloren en verdween de "Oude Komedie", een theater van 1756, gelegen op de hoek van de huidige Adriaan Willaertstraat. Centraal in het project stond het bouwen van de Stadsschouwburg omringd door straten getypeerd door eigentijdse eclectische architectuur. Er werden plannen ingediend voor zowel woon- als winkelhuizen. Een voorbeeld hiervan is de gevelrij aan de Kuipersstraat.

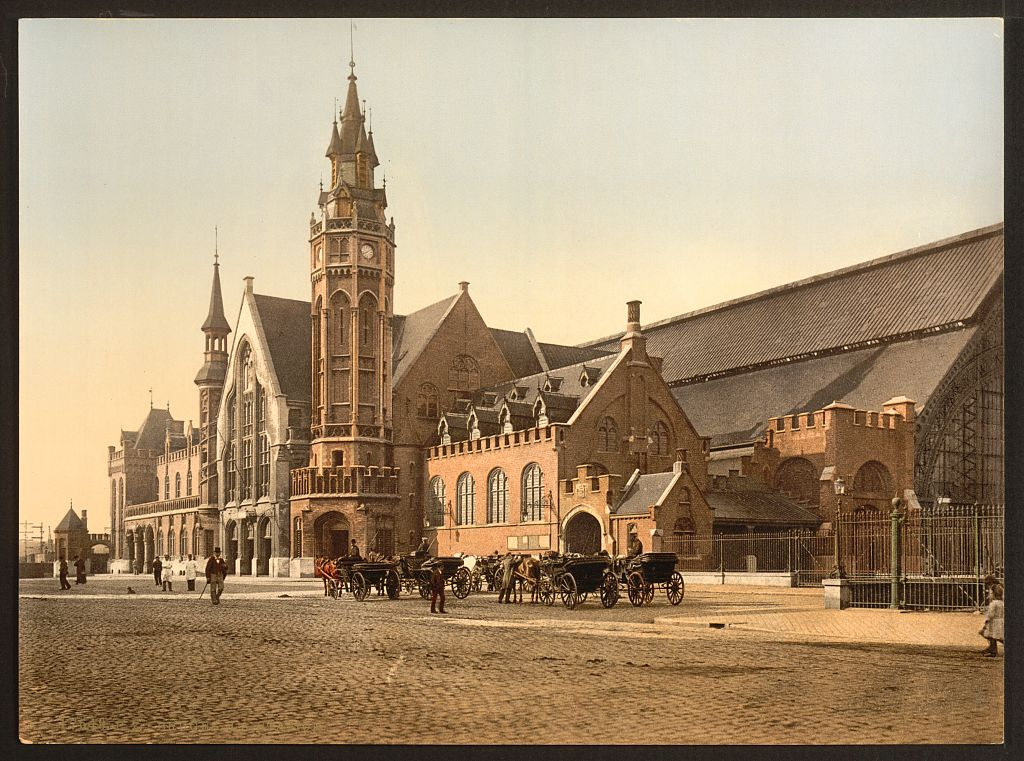
Het tweede station op 't Zand.

In het kader van de dynamische uitbouw van het Belgische spoorwegennet werd Brugge als stopplaats voorzien op de lijn Brussel-Oostende, die de binnenstad ten zuidwesten doorkruiste en de buurt van de Smedenkapel en -poort afscheidde.
In 1838 werden de lijnen Gent-Brugge en Brugge-Oostende in gebruik genomen. Het station lag op 't Zand, maar een volwaardig stationsgebouw kwam er pas in 1844. Om de aanleg van deze spoorlijn mogelijk te maken werden de Smedenrei overwelfd en de bruggen en een gedeelte van het kapucijnenklooster gesloopt. Aan de noordzijde van het plein was de afbraak van huizen onvermijdelijk. Aan de oostelijke zijde werd een neoclassicistische gevelwand opgetrokken met overwegende horecafunctie. De Steen- en de Zuidzandstraat verbonden rechtstreeks het station met het centrum en kregen hierdoor een groeiende commerciële bestemming.

Door de aanleg van spoorlijnen naar Kortrijk, Eeklo en Blankenberge werd het stationsgebouw gauw te klein. Tegen 1886 stond er dan ook een nieuw, groter gebouw. Het oude station werd aangekocht door de stad Ronse waar het steen voor steen werd heropgebouwd en vandaag de dag nog steeds dienst doet.
Ook het afschaffen van de octrooiwetten in 1860 kaderde in de algemene politiek om de stad uit haar middeleeuws keurslijf te halen. Hierdoor verdwenen de Katelijnepoort en de Boeveriepoort en kreeg de stad een open en moderner karakter.
Niettegenstaande deze en nog latere stedenbouwkundige ingrepen, zoals de aanleg in 1884 van het Muntplein op de plaats van het afgebroken 14e-eeuwse Munthof, bleef het middeleeuwse stratenpatroon voor het merendeel behouden. De infrastructuur werd evenwel aangepast aan de toenmalige eisen: zo werden vanaf 1850 de vroegere, schaarse olielantaarns vervangen door gasverlichting.
De in Brugge residerende Engelse kolonie zorgde mee voor de introductie van de neogotiek. Hierdoor groeide de stad uit tot een centrum van neogotiek in Vlaanderen. De Engelse architect T.H. King trad door de publicatie te Brugge in 1850 van de Franse uitgave van A.W.N. Pugins True Principles of Pointed or Christian Arehitecture (1841) op als bezieler en leermeester. Het opnieuw stofferen van de Basiliek van het Heilig Bloed behoorde tot zijn eerste ontwerpen in België in de lijn van de Puginiaanse of rijpe neogotiek. De belangrijke voorvechter van de neogotiek Jean-Baptiste Bethune had vanaf 1854 een eigen glasatelier en dit was een belangrijke stimulans voor tal van opdrachten. Nadat de Bethune Brugge had verlaten, groeide een waaier van neogotische kunstambachten die tot ver buiten de grenzen van Brugge werden uitgevoerd. James Weale zou tussen 1855 en 1878 een belangrijke rol spelen in het vlak van de Brugse monumentenzorg en het kunsthistorisch onderzoek in Vlaanderen.
Vanaf 1875 kwamen de katholieken opnieuw aan de macht. De lokale gotische bouwtraditie en stijlkenmerken, verwijzend naar de grootsheid van het middeleeuwse Brugge, braken door in de Brugse intellectuele kringen en werden omgezet in eclectische neogotische bouwvormen en neo-Brugse stijl. In 1878 werd een nieuwe jezuïetenkerk naar ontwerp van architect L. Pavot opgetrokken aan de Vlamingstraat met bijhorend klooster aan de Kortewinkel. Grootschalige stedelijke projecten volgden bij de wederopbouw van de oostzijde van de Grote Markt, aangevat in 1887, met het Ministerie van Openbare Werken, het Provinciaal Hof en de Post. Aan privéarchitectuur werd ook aandacht geschonken. In de tijdschriften Rond den Heerd, De Halletoren en La Plume voerde men een heftige campagne om het bepleisteren van oude bakstenen gevels te voorkomen.
Goed gedocumenteerde studies vormden een basis voor restauraties, zoals de studie Les anciens architecten de Bruges (1871) van C. Verschelde. Op initiatief van Alfred Ronse, schepen van Openbare Werken (1876-1903), gaf de stad vanaf 1877 een subsidie voor "Kunstige Herstellingen", voor de restauratie van waardevolle gevels van privéwoningen en om de verspreiding van neo-Brugse stijl te stimuleren. In deze periode werden de herstellingen gekenmerkt door een verfraaiende en historiserende aanpak.
Architect Louis Delacenserie heeft in deze context een belangrijke rol gespeeld. Als stadsarchitect (1870-1892) bracht hij zijn signatuur aan op de "wederopbouw" van het "middeleeuwse" Brugge en was hierbij ook verantwoordelijk voor de meeste restauraties binnen en buiten de eerste stadsomwalling alsmede voor enkele nieuwbouwprojecten. In 1892 volgde Karel De Wulf zijn leermeester Delacenserie op als stadsarchitect. Door hem werden niet alleen tal van gevels verfraaid maar ook stedenbouwkundige problemen onder de loep genomen. Ter hoogte van de nummers 50-56 aan de Sint-Jakobsstraat werd de rooilijn in 1896 gewijzigd: hier kwam nu een nieuwe gevelwand in neo-Brugse stijl. Zoals de gezaghebbende stedenbouwkundige C. Sitte was De Wulf voorstander van het behoud van de historische gegroeide stedelijke infrastructuur. Pleinen, monumenten en aansluitende architectuur dienden in hun historische samengroei te worden gerespecteerd.

### Nieuwe zeehaven en opkomend toerisme
Aan het eind van de negentiende eeuw woei een nieuwe economische wind door de stad. Tevens groeide opnieuw de aantrekkingskracht van Brugge op kunstenaars en andere bezoekers uit het buitenland, waardoor ook de toeristische mogelijkheden van de stad werden ingezien. Aan de basis van dit alles lag onder meer de uitbouw van Brugge-Zeehaven. Het was de publicatie D'une communication directe de Bruges à la mer, in 1877 geschreven door waterbouwkundig ingenieur August de Maere, die voor de kentering zorgde. De Maere was schepen van Openbare Werken van de stad Gent en had met zijn brochure vooral de bedoeling zijn eigen stad opnieuw met de zee te verbinden, maar zijn project kende in Gent weinig bijval.
In Brugge echter schaarde iedereen zich achter het idee. Ook koning Leopold II was een sterke voorstander van een nieuwe zeehaven op de kust. België moest inspelen op de eerste maritieme revolutie waarbij de zeilschepen geleidelijk aan vervangen werden door de stalen stoomschepen die veel groter waren. In 1891 installeerde de Belgische regering de Commission Mixte de Bruges Port de Mer, die een wedstrijd uitschreef voor het bouwen van een zeehaven in Brugge met een uitweg naar de zee langs Heist.

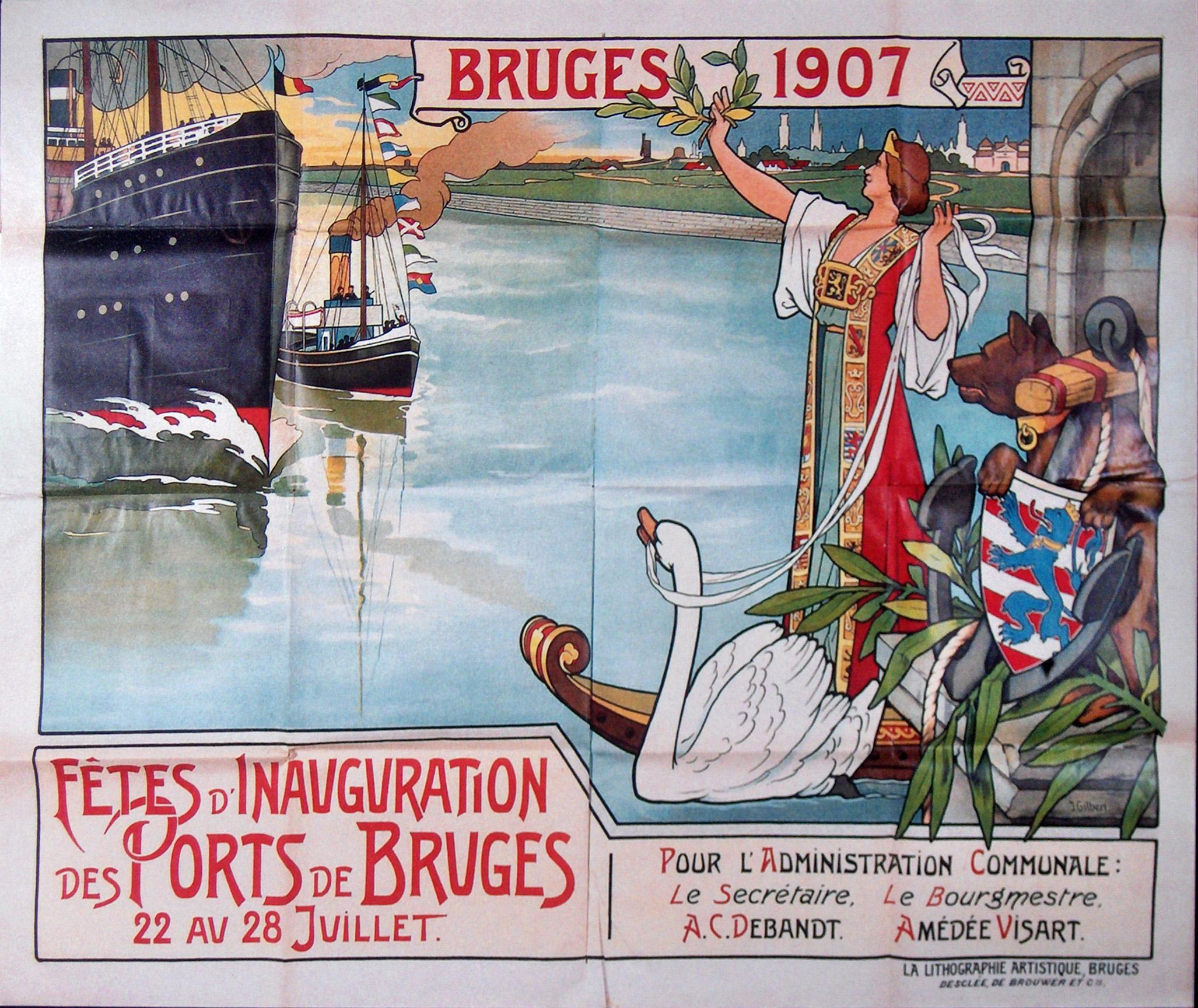
Affiche van de inwijdingsfeesten van de nieuwe Brugse haven in 1907.

Op 1 juni 1894 werd een overeenkomst afgesloten tussen de Belgische Staat, de Stad Brugge en de Heren Louis Coiseau en Jean Cousin, waarin de voorwaarden werden vastgelegd betreffende de bouw en de uitbating van de nieuwe haven. Deze zou uit drie onderscheiden delen bestaan: een voorhaven aan de Belgische kust (deze plaats werd Zeebrugge genoemd, hetgeen betekent Brugge-aan-de-Zee), een zeekanaal vanaf de voorhaven naar Brugge, en een binnenhaven in Brugge zelf, gelegen ten noorden van de stad.
Deze overeenkomst werd op 11 september 1895 goedgekeurd door het parlement en als wet bekrachtigd. De wet werd gepubliceerd in het Belgisch Staatsblad van 13 september 1895. De werken voor de bouw van de haven werden uitgevoerd door de maatschappij Compagnie des Installations maritimes de Bruges of Maatschappij van de Brugse Zeevaartinrichtingen, sinds 2013 Maatschappij van de Brugse Zeehaven of M.B.Z.. Deze maatschappij was binnen drie maanden na de goedkeuring van de overeenkomst door het parlement opgericht door de heren Coiseau en Cousin op 25 november 1895. Het kapitaal van deze maatschappij werd voor 50% onderschreven door de Stad Brugge; de overige 50% door de heren Coiseau en Cousin en door andere private personen. De bouw van de haven werd dus door de M.B.Z. uitgevoerd en de M.B.Z. verkreeg ook de concessie voor het beheer en de uitbating van het nieuwe havencomplex.
De uitvoering van de werken startte vanaf 1896 en liep tot 1907.

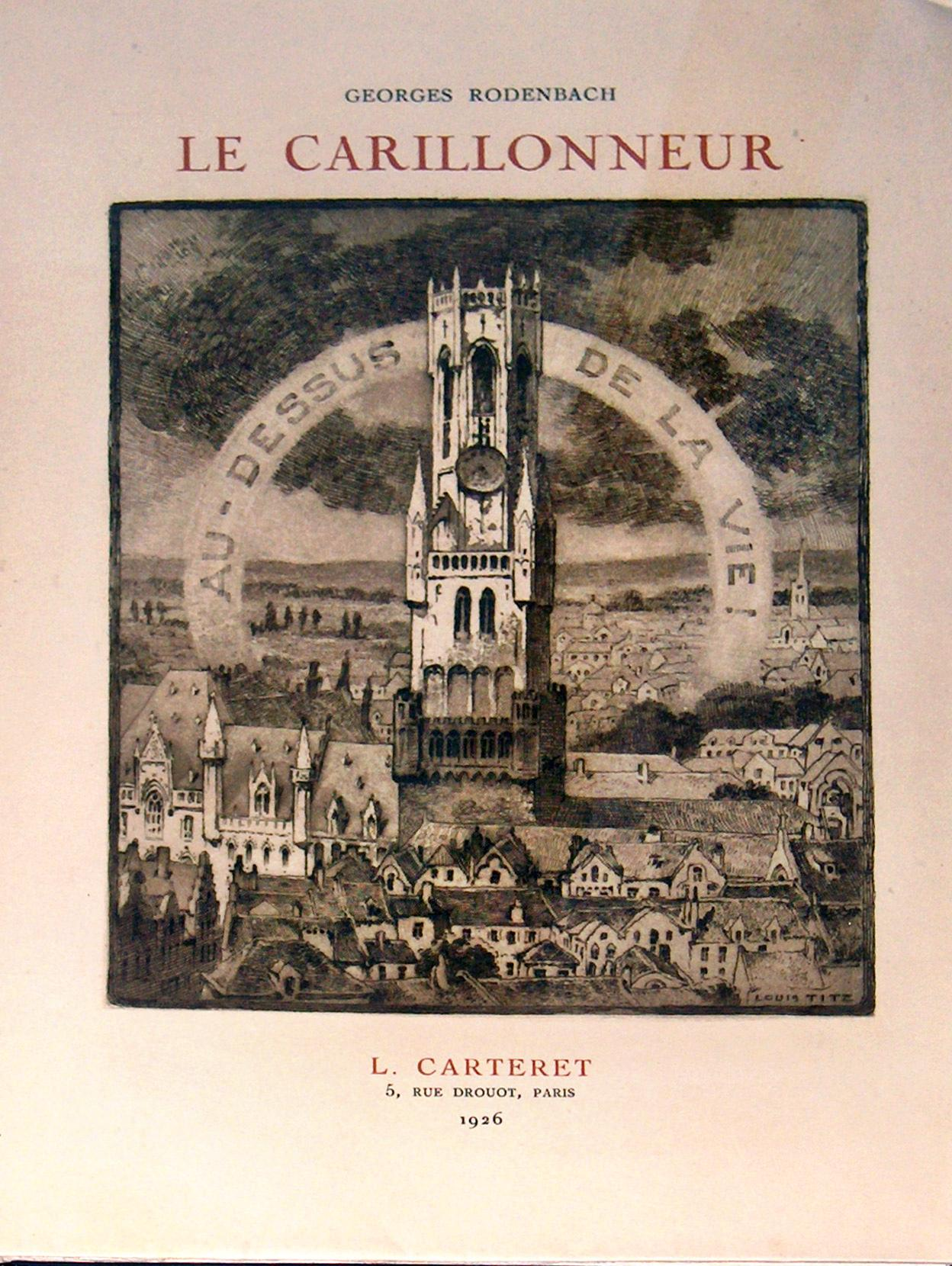
Le Carillonneur.

In Le Carillonneur (1897) hekelde Georges Rodenbach overigens de "barbaarsheid" van het Brugse bestuur toen dit de plannen maakte om met de aanbouw van een nieuwe zeehaven de stad te industrialiseren; dit zou het karakter van de "mysterieuze" stad te erg veranderen.
Er werden in dezelfde periode diverse reisgidsen uitgegeven en toeristische verenigingen gesticht die de mythe van het "dode" Brugge doorbraken, het toerisme coördineerden en aandacht vroegen voor het bouwkundig erfgoed. Een stad die in volle actie was, enerzijds om een nieuwe haven te veroveren, anderzijds om de stad mooier en aantrekkelijker te maken, was er helemaal niet mee gediend om als La Morte te worden afgeschilderd. In 1882 werd de kring Brugge-Nürenberg opgezet. Aan de basis lag de wens van Leopold II om van Brugge een tweede Neurenberg te maken. Zijn twee doelstellingen, enerzijds het behoud van de gave middeleeuwse stad en anderzijds het "beramen van middelen om uit Brugges kunstschatten en bijzondere ligging zo veel mogelijk nut voor de vervallen stad te trekken", werden overgenomen in 1900 door Brugge Voorwaarts en vanaf 1908 door Die Roya.
De reeds bestaande hotels, zoals het voormalige 18e-eeuwse Hôtel de Flandre aan de Noordzandstraat en het Grand Hôtel du Commerce aan de Sint-Jakobsstraat, konden niet aan de groeiende vraag naar accommodatie voldoen. Daarom werden nieuwe hotels, zoals aan 't Zand en het Grand Hôtel du Sablon van 1886 aan de Noordzandstraat, gebouwd.
Omwille van de verwachte snelle expansie van de stad na de aanleg van de nieuwe zeehaven werd op het eind van de 19e en aan het begin van de 20e eeuw op vrij grote schaal aan stadsuitbreiding gedaan. In 1899 werd een oppervlakte van 370 ha van de voormalige gemeente Koolkerke onteigend ten voordele van de stad Brugge voor de realisatie van de nieuwe binnenhaven en een nieuwe woonwijk (Sint-Jozef) voor voornamelijk (haven)arbeiders. In dat jaar fuseerde ook Sint-Pieters-op-den-Dijk met Brugge met het oog op de stedelijke expansie. De wijk kreeg algauw een aanzienlijk treinstation: Brugge-Sint-Pieters. Echt planmatige stadsuitbreiding kwam er met de aanleg van de wijk Kristus-Koning.

## De haven Zeebrugge en de wederopbloei (20e eeuw)

### Moeizaam begin havenontwikkeling

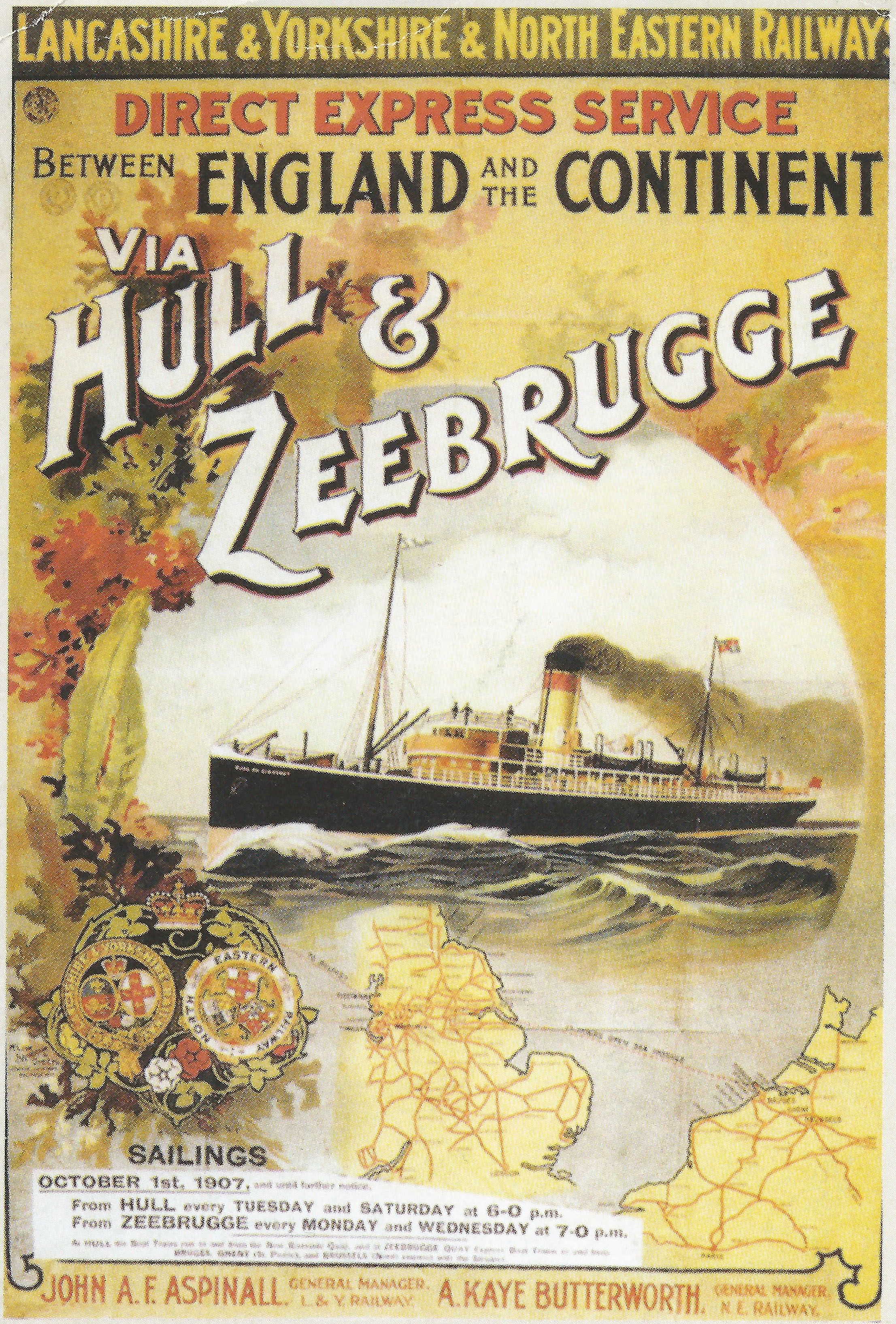
Affiche voor de nieuwe veerdienst naar het Engelse Hull, opgestart op 2 juni 1906.

In de beginjaren van de haven bleef het scheepvaartverkeer ontgoochelend laag: elk jaar ontving Zeebrugge 200 à 250 schepen. Dit was hoofdzakelijk te verklaren door het gebrek aan terugvracht voor de schepen omwille van het ontbreken van adequate weg- en spoorverbindingen en de geringe hinterlandindustrie. Ook de verwachte trans-Atlantische passagiersdiensten kenden niet het verhoopte grote succes. Er werden wel een tweetal regelmatige lijndiensten ingelegd: de passagiersdienst die tweemaal per week Zeebrugge met Hull verbond en een regelmatige verbinding met Rotterdam.

Aan de westkant van het kanaal bevond zich ondertussen een centrum met wat administratieve gebouwen en een badplaats, aan de oostkant groeide een arbeiders- en visserswijk. De belangrijkste industriële vestigingen in de haven uit die periode waren de Cokesfabriek en een brikettenfabriek.

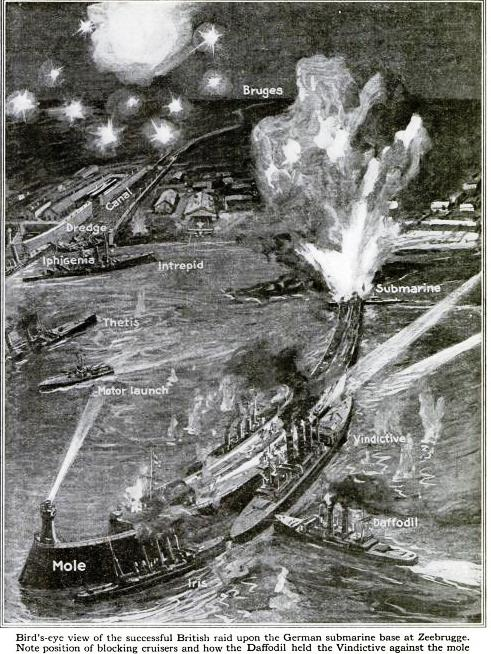
Grafische weergave van de Aanval op Zeebrugge in 1918.

In de Eerste Wereldoorlog hadden de Duitsers vanaf 1914 een belangrijke U-boot-haven te Zeebrugge. De strategische ligging aan de Noordzee was daarbij belangrijk.
De materiële schade als gevolg van de Eerste Wereldoorlog was aanzienlijk. Tijdens een geallieerde operatie in 1918 hadden de Engelsen in de havengeul kofferschepen tot zinken gebracht waardoor de toegang tot de haven was afgegrendeld. Voorts was het open staketsel over een lengte van 60 meter opgeblazen. De Duitse troepen ten slotte hadden bij hun aftocht haven en binnenhaven tot een schroothoop herleid. Gezien Nederland na de oorlog weigerde de controle over de Westerschelde uit handen te geven, werd Zeebrugge de enige vrij toegankelijke haven in België. Een nationale commissie beloofde daarom werk te maken van een nieuwe conventie tussen de overheid en de M.B.Z. Deze overeenkomst voorzag in de groei van Zeebrugge tot een aanleghaven voor trans-Atlantische schepen, in baggerwerken tot een diepte van 12 meter en in het statuut van vrijhaven. Vooral de belofte dat de overheid de dure baggerwerken voor zijn rekening zou nemen, klonk als muziek in de oren. De uitvoering van deze conventie liet echter hopeloos lang op zich wachten.

Ondertussen bleef de M.B.Z. niet bij de pakken zitten. Al in 1920 werden de vooroorlogse veerdiensten met Hull hervat en kon de mailbootverbinding naar Dover tijdelijk worden verzekerd. Een jaar later verbond The Great Eastern Railway er zich toe driemaal per week in te staan voor een snelle passagiersdienst met Harwich en in 1922 volgde een ferryverbinding tussen beide havens. In 1926 werd voor het eerst 1 miljoen ton (BNT) verhandeld. De goedkeuring van de conventie in 1929 bracht dan ook de waardering voor die stijgende cijfers tot uitdrukking. Gelijktijdig werd een actiecomité voor Zeebrugge opgericht waarmee tal van handels- en nijverheidskringen aansluiting zochten bij de vooroorlogse traditie. Ze beloofden zich in te zetten voor de industrialisatie van het havengebied, boven het partijgewoel heen. Het comité stond onder leiding van Jean Van der Haert en telde als voornaamste bestuursleden de toekomstige burgemeester Pierre Vandamme en de socialist Achilles Van Acker. Veel goede bedoelingen botsten echter op praktische bezwaren. Zo konden gronden in het beheer van de M.B.Z. slechts voor de duur van de vergunning aan de industrie worden afgestaan. Stads- of staatsgronden daarentegen misten een verbinding met een verkeersweg. Aanpalende gronden moesten worden opgespoten om de dijkhoogte te bereiken en particuliere eigenaars stelden hoge financiële eisen.
In het havengebied was er ondertussen niet veel veranderd. De Cokesfabriek met 300 arbeiders had de oorlog overleefd en de Verreries de Damprémy-Zeebrugge of Glasfabriek met 600 arbeiders nam in 1926 de installaties van de vroegere brikettenfabriek over en produceerde vensterglas. Nieuw was de varkensslachterij en de in 1925 opgerichte conservenfabriek Anglo-Belgian Fresh Meat Company die in 1934 werd omgedoopt in Abattoirs Maritimes-Zeegrensslachterij-Belgian Bacon Manufacturing Company. Voorts restte nog de industriële houtzagerij van Camille Bulcke. Belangrijk was de oprichting in 1931 van een bunkerstation, de Import & Export Maatschappij Oranje Nassau, die twee jaar later werd overgenomen door het Zeebrugge Shipping and Bunkering Station en die voor een permanente groei zou instaan.

Ook aan de binnenhaven ontwikkelde zich een bescheiden activiteit. De Antwerpenaar Hermans bouwde er een rederij en scheepswerf, de Société Anonyme Belge d'Armements et de Réparation de Navires (SABARN). De firma De Langhe deed aan metaalbewerking. De sloperij van de gebroeders Van Heyghen tuigde hoogwaardige oudere vaartuigen af. Voorts had ook de Belgian Shell Company er een vestiging. De Lubricating Oil Company, die was opgericht in 1908 en na een overname door Lianosoff Française in 1937 bij de Zeematex-inrichtingen werd ondergebracht, stond in voor het opslaan van creosoot, suikerstroop en walvisolie. De Alliance sloeg enkel benzine en petroleum op en de Forges de Zeebrugge legden zich toe op metaalbewerking.
Afgezien van de industrialisatie vergden ook de bagger-, opruimings- en herstellingswerken veel aandacht. Om de verzanding in rede te bestrijden, werd teruggegrepen naar het oorspronkelijke plan van August de Maere, die tegenstander was van een spuiopening in de havendam. De beslissing om die claire-voie te dichten bleek een catastrofe: de verzanding en verslijking namen toe. Toen noodzakelijke baggerwerken achteraf uitbleven, werd een ongeluk onvermijdelijk. In 1930 liep een driemaster op spectaculaire wijze aan de grond. Een hevige politieke storm stak op, maar de Stedelijke Havencommissie beet flink van zich af. Er kwam een onderzoek naar de toekomst van de haven, dat werd toevertrouwd aan het laboratorium voor Waterwerken in Delft. In afwachting van de uitslag wist de M.B.Z. nog de Norddeutscher Lloyd en de Oldenburg Portugiesische Damschiffs Reederei te strikken om Zeebrugge als aanloophaven te reserveren en slaagde men erin de groeiende vissershaven meer armslag te geven. De economische wereldcrisis van de jaren 1930 brak de animo: de ferrydiensten begonnen te haperen, de Cokesfabriek en de binnenhaven zagen hun activiteiten teruglopen. Meer en meer werd duidelijk hoe Zeebrugge een verbinding met het internationaal wegennet miste. De haven moest het stellen met één enkel spoor tussen Lissewege en Sint-Pieters, terwijl de aanleg van een rechtstreekse wegverbinding tussen Brugge en Zeebrugge uitbleef en de Oostendse of de Gentse Vaart geen toegang naar de industriële as Kortrijk-Roeselare boden. De impact van de nieuwe spoorhalle in Brugge, die slechts in 1939 werd afgewerkt, was nog niet voelbaar.

De analyse van Delft was hoopgevend, maar vrij ingrijpend; vandaar dat de regering, tot groeiende ergernis van de Bruggelingen, opnieuw het Antwerpse Waterbouwkundig Laboratorium in de arm nam. Met zijn aanbeveling om de claire-voie te heropenen, kon wegens het dreigende internationale oorlogsklimaat geen rekening meer worden gehouden. Vanaf midden 1939 werden plots wel op alle cruciale plaatsen de nodige baggerwerken uitgevoerd, wat bewijst dat niemand ooit aan de mogelijkheden van Zeebrugge had getwijfeld.

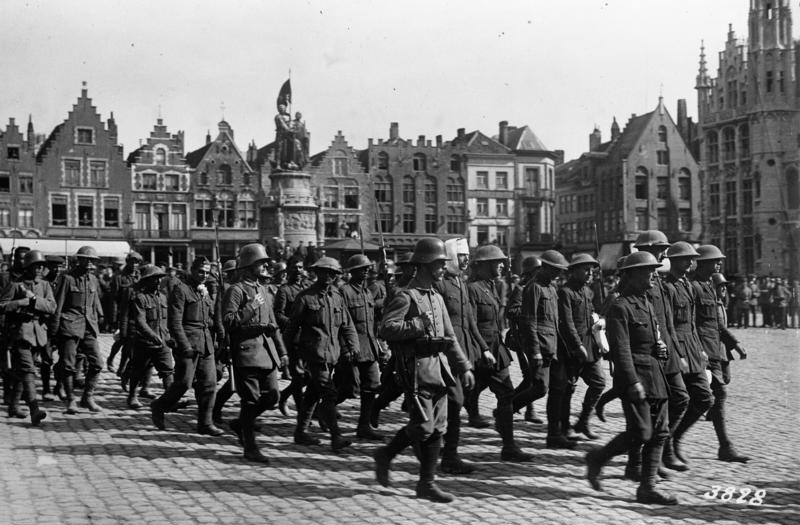
Engelse krijgsgevangenen bewaakt door Duitse soldaten op de Grote Markt in juli 1917.

### Verdere ontwikkelingen in de stad zelf
Ondertussen veranderde het economische leven in de stad nauwelijks. Tijdens de oorlog had Brugge zelf, door zijn ligging achter de frontlinie, geen noemenswaardige schade te verwerken gekregen. De economische zwaartepunten bleven dezelfde: de Nederlandse Gist- en Spiritusfabriek uit Delft kreeg een bijzonder geslaagd architectonisch onderkomen langs de Langerei (1926) en La Brugeoise et Nicaise & Delcuve (in 1905 opgericht als La Brugeoise en in 1913 gefuseerd met Nicaise & Delcuve) zag zich verplicht zijn door de oorlog vernielde installaties te vervangen. Er kwamen enkele KMO's bij, maar slechts een paar slaagden erin een grotere omvang aan te nemen. Zo fuseerde brouwerij Den Arent met de Gentse brouwerij Belgica tot Aigle Belgica.

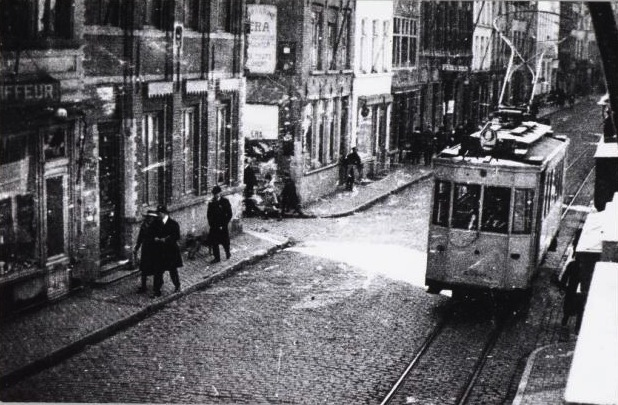
Tram 2 in de Noordzandstraat anno 1920.

De impact van het toerisme op de werkgelegenheid was weinig substantieel in deze tussenoorlogse periode. Hoewel de verdichting van het net stoomtrams, trams (het elektrisch tramnet bestond sinds 1913) en bussen de toegankelijkheid verhoogde, was er vóór de wet op de verplichte jaarlijkse vakantie (1936) van massatoerisme absoluut geen sprake. Het vooroorlogse aantal van 31 hotels en 12 pensions bleef voldoende. Toch probeerde het stadsbestuur een en ander aan te zwengelen. Zo werden nog steeds toelagen uitgereikt aan "Kunstige Herstellingen". Niet minder dan 120 gevels werden gerestaureerd en vele monumenten kregen een opknapbeurt. Hierbij werd de neogotiek verder afgebogen naar de zogenaamde neo-Brugse stijl. Mede uit liefde voor het "oude" Brugge kwam het patrimonium, via monumentenzorg en stadsverfraaiing, helemaal centraal te staan in het culturele beleid. Soms gingen waardevolle gevels tegen de vlakte om plaats te maken voor nieuwe die mooier werden geacht in het zogenaamde middeleeuwse straatbeeld.

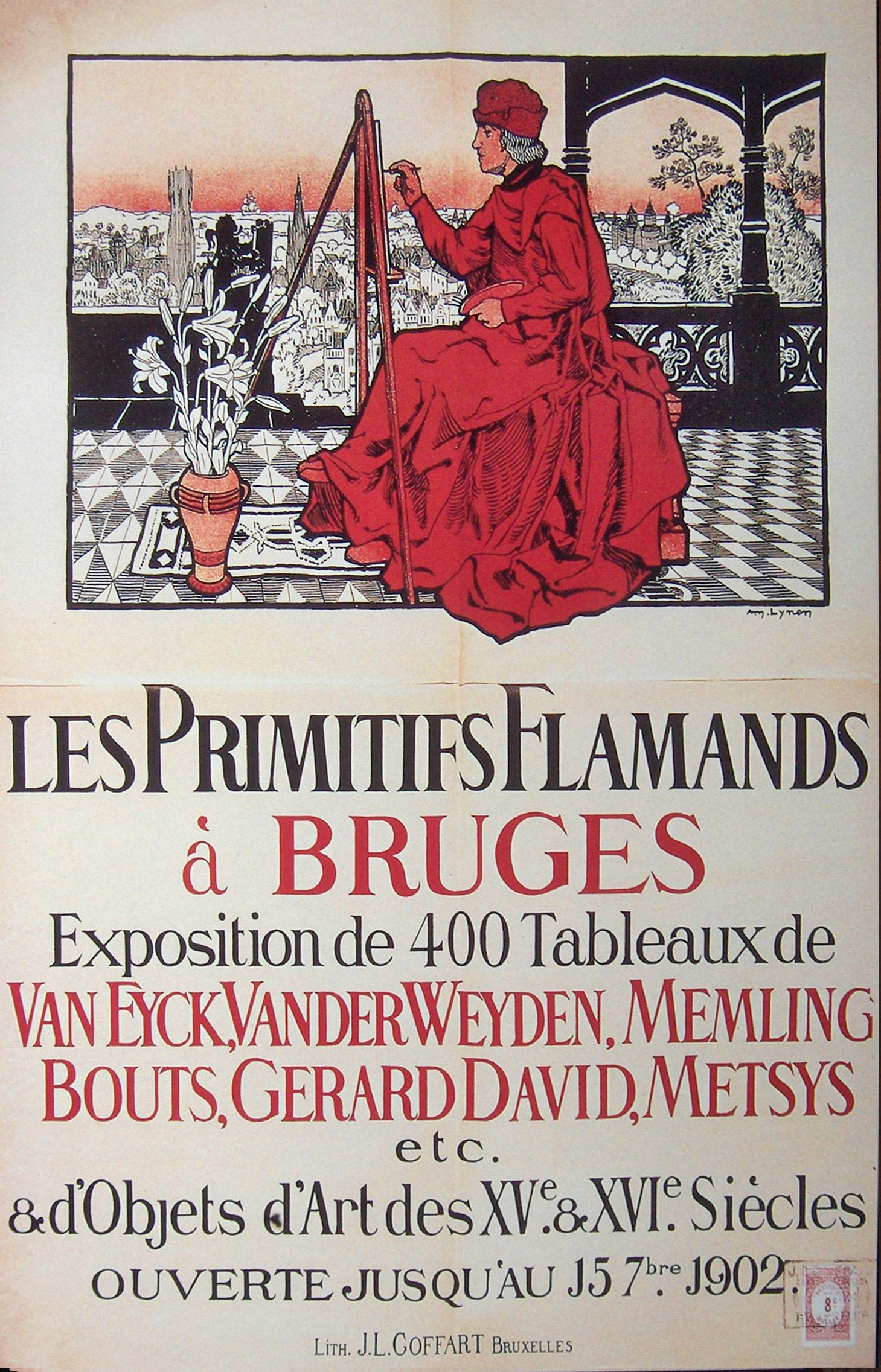
Poster door Amedée Lynen van de Exposition des primitifs flamands à Bruges (1902).

De promotie van het toerisme werd aanvankelijk overwegend gevoerd door enthousiaste verenigingen als de Brugse Hoteliersbond en de Gidsenbond. Hoewel de stad pas in 1938 een degelijke stedelijke dienst inrichtte, hield ze zich niet totaal afzijdig. In 1930 werd langs de Dijver het stedelijk museum Groeninge opgericht dat onderdak bood aan de collecties van het Museum der Oude Meesters uit de Katelijnestraat en het Museum van Hedendaagse Meesters langs de Verversdijk. Eveneens langs de Dijver kreeg de schenking van de Engelse kunstenaar Frank Brangwyn een geschikt onderkomen in het Arentshuis. In 1925 werd het geboortehuis van Guido Gezelle tot museum herschapen. Het bestuur legde ook de fundamenten van het latere Museum voor Folklore. In navolging van de tentoonstelling over de Vlaamse Primitieven uit 1902, werd in 1939 een tentoonstelling over Hans Memling georganiseerd. De stoeten en processies, zoals de jaarlijkse Heilig Bloedprocessie, de Sacramentsprocessie en de Processie van Blindekens bleven voor een massale volkstoeloop uit binnen- en buitenland zorgen. De ervaring werd nu aangewend om het "Bezoek van Margareta van Constantinopel aan het prinselijk begijnhof te Brugge ten jare 1245" (1925) en om het "Gulden Vlies" (1930) in een wandelend beeldverhaal om te zetten. Ook de organisatie van het Heilig Bloedspel vanaf het einde van de jaren 1930 paste in die reeks van religieus-historiserende evocaties.

### Zeebrugge na 1945: een buitengewone expansie
De Tweede Wereldoorlog bracht een onderbreking maar geen cesuur in de ontwikkeling van de Reiestad. De haven speelde in deze oorlog een eerder bescheiden rol omwille van de sabotage ervan door het verzet net voor de komst van de Duitsers. Deze herstelden de schade en maakten van Zeebrugge een versterkte burcht die ze opnamen in hun Atlantikwall. Tijdens de eerste naoorlogse jaren van de wederopbouw werden alle middelen aangewend om de materiële schade te herstellen en de werkloosheid te beperken. Deze strijd duurde ongeveer tien jaar en vergde de inzet van alle politieke partijen. In de haven moesten opnieuw wrakken en mijnen worden geruimd, was de infrastructuur aan een grondige herstelbeurt toe en dienden tonnen zand en slijk verwijderd. Maar bovenal waren er meewarige kritieken. De uitbreiding van de treinferrydiensten, de opbloeiende La Brugeoise en de trafiek van het nieuwe oliebunkerstation zorgden echter voor de nodige zweepslagen. In 1952 werd een nieuw nijverheidsdok in de binnenhaven in gebruik genomen. In de buurt ervan verrees snel een zwerm nieuwe handels- en industriële ondernemingen. De Pathoekeweg werd het herkenbare symbool van de wederopstanding. De figuur Pierre Vandamme, die in 1956 het bestuur van de stad in handen kreeg, was zeker niet vreemd aan de tomeloze expansiedrift. Geconfronteerd met de schaalvergroting van de schepen en de nieuwe technieken in de behandeling van stukgoederen, werden alle mogelijkheden van Zeebrugge afgetast en ontwikkeld. Megalomane projecten van buitenlandse investeerders brachten de pers in opperste vervoering, maar kwamen zelden verder dan de tekentafel. Toch luwde het enthousiasme niet. Uit ernstig onderzoek bleek dat Zeebrugge, mits de uitvoering van noodzakelijke aanpassingswerken, over forse troeven beschikte als vracht- en passagiershaven, als loshaven voor grote petroleumtankers, als containerhaven voor het Europese en wereldverkeer. De jaren 1960 kenden een verbijsterend verloop. In 1960 vatte de staat de graafwerken aan van een nieuw dok in de achterhaven. In 1962 werd de Sinclair Petroleum Terminal geopend. Tot spijt van het havenbestuur van Oostende werd in 1966 een car-ferrydienst met Dover ingelegd en het roll-on-roll-offsysteem geïntroduceerd. Respectievelijk in 1971 en 1972 kwamen vaste landingsbruggen, een car-ferrydienst naar Felixstowe, en even later naar Hull tot stand.

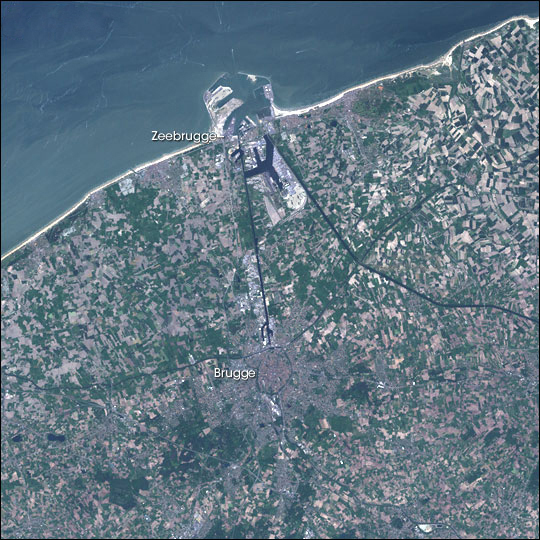
Satellietfoto van Brugge en de haven.

Vanaf 1970 besloot de regering Zeebrugge nog meer uit te breiden. De eerste fase omvatte een grote zeesluis, een nieuwe achterhaven met een totale oppervlakte van 1400 ha gelegen tussen Zeebrugge en Dudzele en een ruime voorhaven tussen twee reusachtige strekdammen. De aanduiding van Zeebrugge als aanvoerhaven voor vloeibaar aardgas uit Algerije leidde tot grondige aanpassingen aan de voorhaven. Het geheel werd ingehuldigd op 20 juli 1985. Naarmate de werken vorderden, werden ook nieuwe mogelijkheden aangesneden. Na de tankers van Sinclair sloegen ook de petroleumtankers van Texaco de weg naar Zeebrugge in. Langs de nieuwe diepwaterkaai meerden nu moeiteloos schepen van 250.000 ton aan. In 1974 werd een record van meer dan zeven miljoen ton petroleum bereikt. De containerschepen volgden het traject van de car-ferryboten. In 1968 legde het allereerste containerschip uit Harwich aan en drie jaar later werd al een tweede terminal in gebruik genomen. Naast Le Havre, Rotterdam, Bremerhaven en Hamburg werd Zeebrugge uitgekozen als continentale aanloophaven van de conferentielijnen. In 1979 werd een Sea Ro Terminal in dienst genomen die verschillende scheepstypes kon behandelen. Drie belangrijke overslagbedrijven zouden zich in de achterhaven vestigen: de Nederlandse groep Van Ommeren, Combined Terminal Operators, met een polyvalente terminal voor agribulk, de Antwerpse Belgian New Fruit Wharf, met een terminal voor de behandeling van fruitschepen, en de Gentse Compagnie Belge de Manutention, met een terminal voor bulkschepen. Midden 1987 kon Distrigaz aan het oostelijk deel van de buitenhaven zijn aardgasterminal in gebruik nemen. Van dan af werden jaarlijks nieuwe onderdelen van het havengebied in gebruik genomen of deden er zich verschuivingen voor. Zeebrugge werd de modernste haven van Europa.

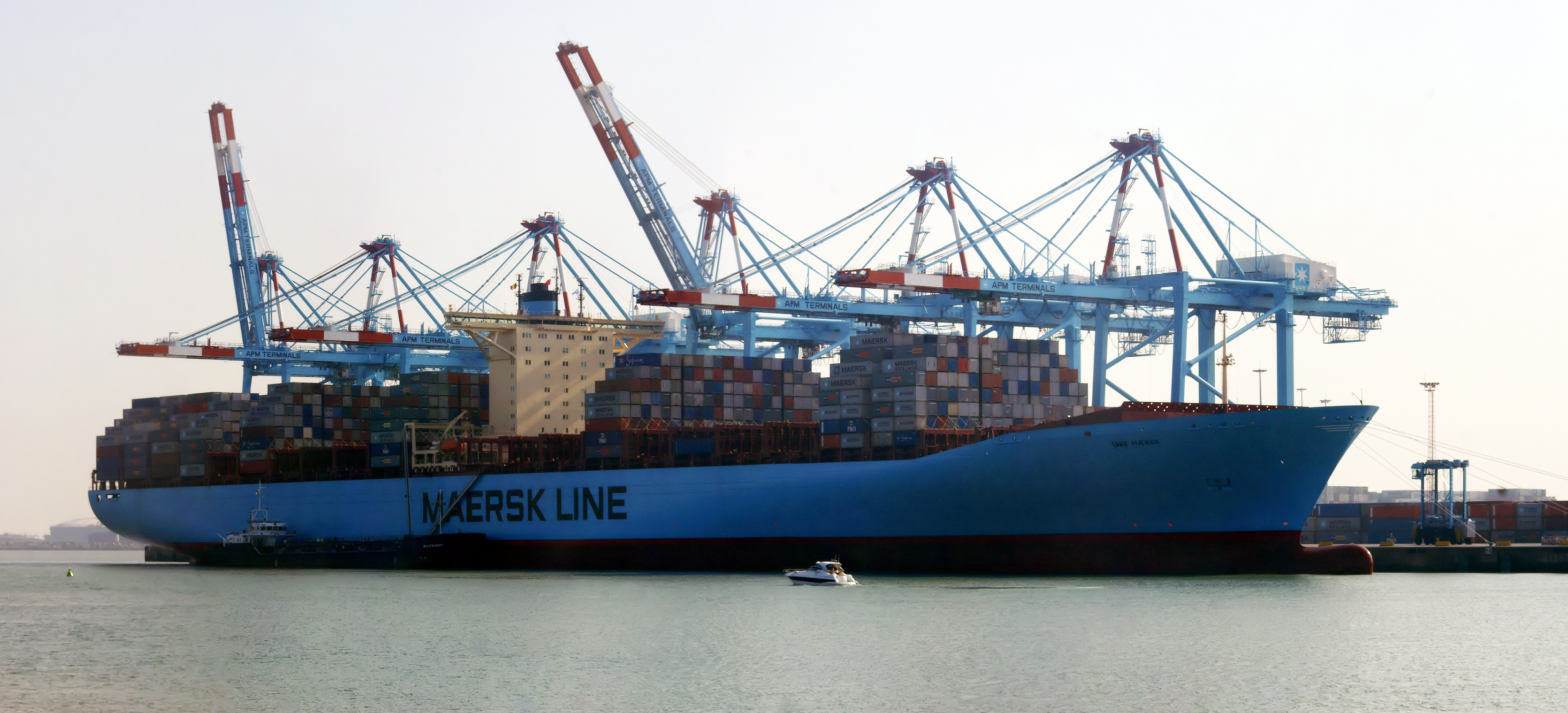
De Elly Mærsk, een van de grootste containerschepen ter wereld, in het Albert II-dok in de voorhaven.

Zeebrugge beleefde in deze bloeiperiode echter ook de zwartste dag in zijn geschiedenis. Op 6 maart 1987 verloren 189 passagiers hun leven toen de Herald of Free Enterprise van de rederij Townsend Thoresen net buiten de haven kapseisde. Als gevolg van een menselijke fout waren de boegdeuren van de ferry niet op tijd gesloten waardoor het water binnenstroomde op het benedendek en het schip de stabiliteit verloor.
In de verdere jaren ontwikkelde Zeebrugge zich, als snelstgroeiende haven van Europa, tot de belangrijkste haven ter wereld voor nieuwe wagens, de belangrijkste haven in Europa voor roroverkeer en aardgas en de belangrijkste passagiers- en cruisehaven in België. Door de bouw van diverse nieuwe containerterminals in de voorhaven wordt Zeebrugge ook een steeds belangrijkere containerhaven. Als diepwaterhaven kan het dan ook de steeds groter wordende (container)schepen blijven ontvangen.

### Een nieuwe functie voor de binnenstad
In 1971 ging Brugge een fusie aan met de randgemeenten Assebroek, Dudzele, Koolkerke, Lissewege, Sint-Andries, Sint-Kruis en Sint-Michiels. Het Koninklijk Besluit in verband met de Brugse fusie dateert van 5 juni 1970 en verscheen in het Belgisch Staatsblad van 20 juni 1970. In oktober 1970 werden er gemeenteraadsverkiezingen voor het Groot-Brugge georganiseerd en de fusie zelf ging officieel in voege op 1 januari 1971 met de installatie van het nieuwe gemeentebestuur. Dit Groot-Brugge telde toen zo'n 120.000 inwoners. Het verhaal van het economische leven in de binnenstad is voortaan quasi zinledig geworden omdat de stad wordt opgeslorpt door het internationale havengebeuren. Het speelt zich voornamelijk af buiten de oude stadswallen, in het havengebied en op de verschillende bedrijfsterreinen die Brugge momenteel rijk is. In tegenstelling tot de oudere familiebedrijven die met de stad vergroeid waren, kennen veel van de huidige ondernemingen een anoniemer en grilliger bestaan en is hun eigendomsstructuur vaak veel minder aan een lokaliteit gebonden.
Ondertussen kreeg Brugge-centrum, dat men in zijn haast om meer werkgelegenheid en rijkdom te scheppen bijna uit het oog had verloren, een andere functie. De stad evolueerde tot een plaats waar men zich kan ontspannen, waar culturele activiteiten plaatsvinden, waar onderwijs wordt verstrekt (zo werd Brugge door de stichting van het Europacollege in 1949 ook op vlak van hoger onderwijs op de internationale kaart gezet), waar het beleid wordt vastgelegd, waar banken en handelszaken voor animatie zorgen.

Inmiddels was in 1951 ook de laatste stadstram, en dus de laatste tram door de Brugse binnenstad, vervangen door een bus, en was in 1956 het volledige einde van het tramtijdperk in Brugge aangebroken, na de verbussing van de lijn Knokke-Brugge.
Michel Van Maele, de burgemeester die in 1972 Vandamme, "de tweede vader van Brugge-Zeehaven", had opgevolgd, behield de waarden van zijn voorganger, maar verlegde de klemtonen. Hij liet onder meer het onwelriekende water van de reien zuiveren, verwijderde het Sint-Janshospitaal uit het stadscentrum en bracht het onder in een frissere omgeving, maar maakte vooral een einde aan de betuttelende manier van de Brugse bouwtrant. Zijn schepen van financiën en stadsvernieuwing, Andries Van den Abeele, gaf ook de opdracht tot de opmaak van een structuurplan voor de binnenstad. Op streng wetenschappelijke wijze werden, na een historische inventaris, de stedelijke functies, het grondgebruik, de kern- en actiezones en de verkeersschema's uitgetekend. Op basis van die kaart werden voorzichtig de toekomstlijnen en de bestemmingen vastgelegd. Voortaan was een doelgerichte politiek mogelijk die heimelijke afbraak van waardevolle panden belette en die een heldere regelgeving voor nieuwbouw en restauratie inhield. De toepassing betekende voor inwoner en toerist een opluchting. Systematisch werden de belangrijkste cultuurmonumenten aan een grondig onderzoek onderworpen en historische gebouwen op de monumentenlijst geplaatst. Gaandeweg kregen ook moderne ontwerpers een kans. Zij moesten ervaren hoe moeilijk het is om verschillende stijlen evenwichtig met elkaar te verzoenen.

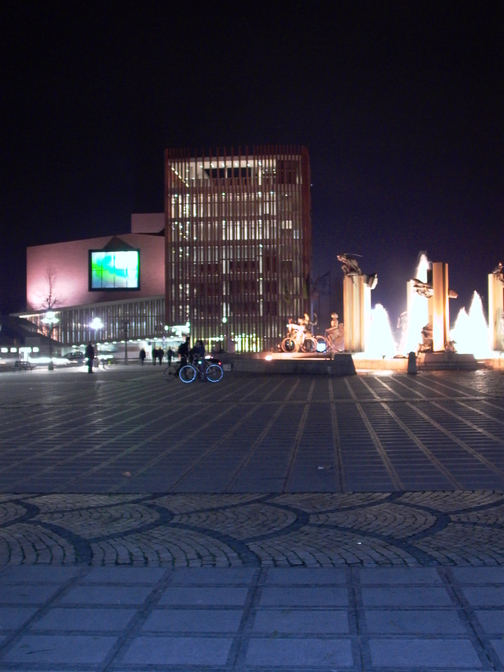
Het Concertgebouw aan 't Zand.

Burgemeester Frank Van Acker, zoon van de politicus Achille Van Acker, gaf omwille van de stadsvlucht uit het centrum voorrang aan een verhoging van de leefbaarheid en aantrekkelijkheid van de binnenstad, niet alleen voor de toerist, maar vooral ook voor de modale Bruggeling. Stilaan werd de overweldigende aanwezigheid van auto's aan banden gelegd en kreeg de voetganger weer bestaansrecht. In 2000, onder het burgemeesterschap van Patrick Moenaert, werd het historisch centrum van Brugge opgenomen op de werelderfgoedlijst van UNESCO. In 2002 werd Brugge culturele hoofdstad van Europa. Naar aanleiding hiervan werd aan 't Zand het Concertgebouw opgetrokken, dat de stad weer op de internationale culturele kaart diende te zetten.